# Granducato di Toscana
Il Granducato di Toscana fu un antico Stato italiano esistito per 290 anni, tra il 1569 e il 1859, costituito con una bolla emessa da papa Pio V il 27 agosto 1569, dopo la conquista della Repubblica di Siena da parte della dinastia dei Medici, reggitori della Repubblica di Firenze, nella fase conclusiva delle guerre d'Italia del XVI secolo. Fino alla seconda metà del XVIII secolo fu uno stato confederale costituito dal Ducato di Firenze (detto "Stato vecchio") e dallo Stato Nuovo di Siena, in unione personale nel granduca. Il titolo traeva origine da quello del Ducato di Tuscia, poi Marca di Tuscia e quindi Margraviato di Toscana, titolo giuridico di governo del territorio di natura feudale in epoca longobarda, franca e post-carolingia.
Dopo l'estinzione della dinastia medicea, nel 1737 subentrò la dinastia degli Asburgo-Lorena, che resse le sorti del granducato sino all'unità d'Italia, pur con l'interruzione dell'epoca napoleonica. Tra il 1801 ed il 1807, infatti, Napoleone Bonaparte occupò la Toscana e l'assegnò alla casata dei Borbone-Parma col nome di regno d'Etruria, salvo quindi annetterla direttamente alla Francia in seguito alla stipula del trattato di Fontainebleau del 27 ottobre 1807. Col crollo dell'impero napoleonico nel 1814 e il Congresso di Vienna, il Granducato tornò agli Asburgo di Toscana. Nel 1859 la Toscana venne occupata dalle truppe del Regno di Sardegna col nome di "Province Unite del Centro Italia". La Toscana venne formalmente annessa al regno sardo nel 1860, come parte del processo di unificazione nazionale, con un plebiscito popolare che sfiorò il 95% dei sì. La consultazione, la prima a suffragio universale maschile, fu a voto palese.

## Storia

### L'ascesa dei Medici: dalla repubblica al Granducato
A partire dal 1434, anno in cui Cosimo il Vecchio fa trionfalmente ritorno dall'esilio veneziano al quale l'aveva costretto l'anno precedente il governo oligarchico reggitore della città, la famiglia Medici prende a esercitare su Firenze un potere di fatto (per il quale è stata coniata la definizione di "criptosignoria") che si consoliderà sotto Piero di Cosimo detto il Gottoso e suo figlio Lorenzo il Magnifico. Nel 1494 Piero di Lorenzo detto il Fatuo o lo Sfortunato, incapace di opporsi efficacemente all'ingresso del re di Francia Carlo VIII in Firenze, è costretto alla fuga. In città viene restaurato il regime repubblicano, mentre la Repubblica di Pisa riacquista la propria indipendenza, che tuttavia perderà nuovamente nel 1509.

### Verso il Granducato

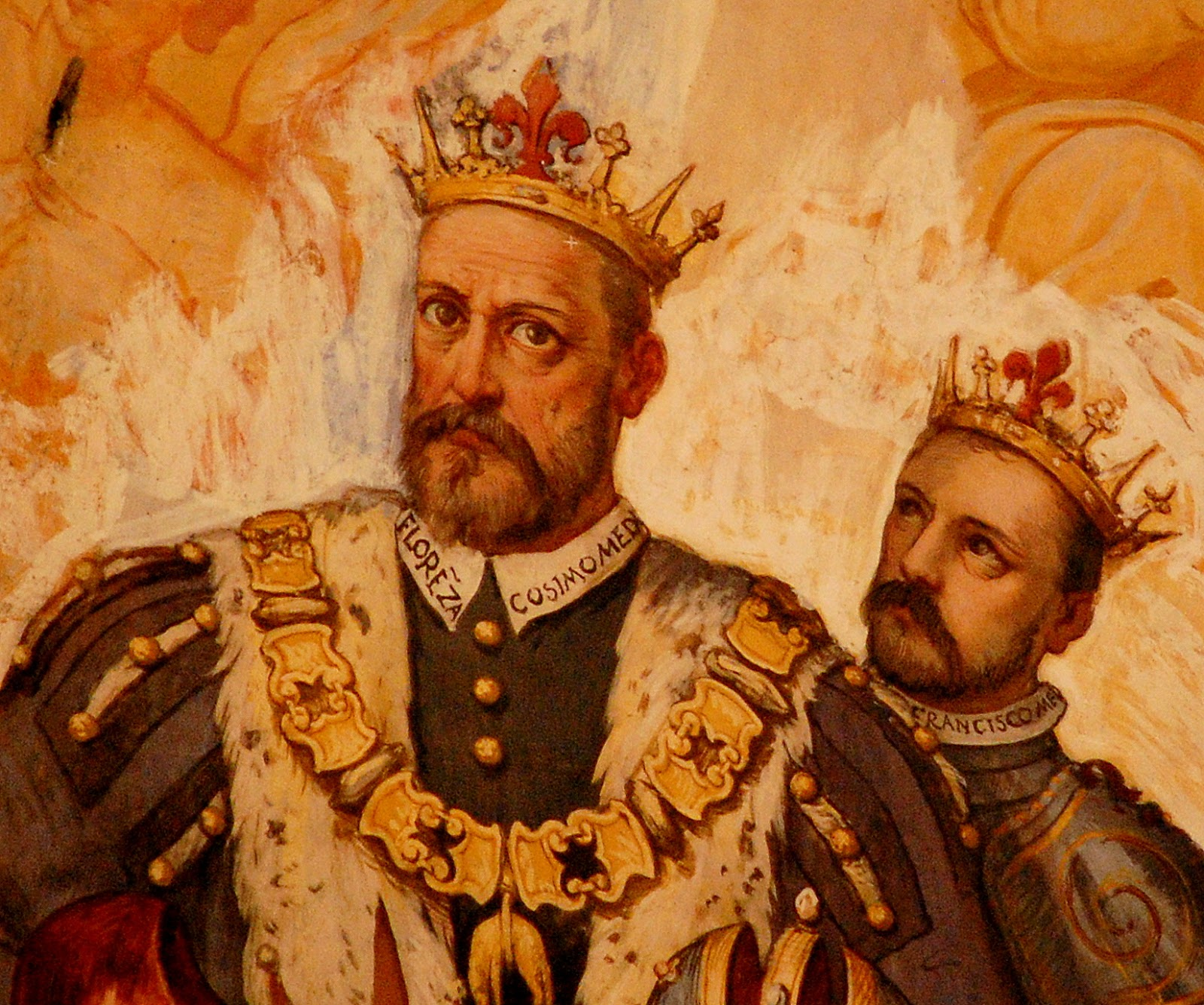
Cosimo I, primo Granduca, insieme al figlio Francesco I de' Medici

Il ritorno dei Medici (1512) vede al governo della città il cardinale Giulio, figlio naturale di Giuliano di Piero di Cosimo, che nel 1523 sarà eletto papa con il nome di Clemente VII. Nel 1527, tuttavia, dopo il Sacco di Roma da parte delle truppe di Carlo V, i fiorentini insorgono proclamando nuovamente la repubblica: solo l'accordo tra il papa Medici e l'imperatore consentirà la sconfitta definitiva dell'ultimo regime repubblicano, dopo un lungo assedio. Nel 1531 Alessandro de' Medici prende possesso del governo della città; l'anno dopo riceve il titolo ducale, dà vita al Senato dei Quarantotto e al Consiglio dei Dugento, riformando le antiche istituzioni repubblicane e comunali. Morirà nel 1537 per mano di Lorenzo di Pier Francesco de' Medici, meglio noto come Lorenzino o Lorenzaccio. Il governo viene dunque assunto da Cosimo, figlio di Giovanni delle Bande Nere, discendente del ramo cadetto, e di Maria Salviati, nipote di Lorenzo il Magnifico.
Nel giro di pochi anni il nuovo duca riuscì a imporre un modello statuale caratterizzato dall'esercizio diretto e personale del potere, accentrando nelle proprie mani non solo il potere legislativo ma anche l'amministrazione ordinaria. A partire dal 1543 diede avvio ad una serie di riforme istituzionali ed amministrative di forte carattere innovativo.
Cosimo dette anche inizio a una politica espansionistica che avrà una tappa fondamentale nella Battaglia di Scannagallo (1554), preludio alla resa di Siena e della formazione della Repubblica di Siena riparata in Montalcino. La fine dei senesi sarà poi decretata al termine delle Guerre d'Italia franco-spagnole dalla pace di Cateau-Cambrésis (1559), con l'assegnazione a Cosimo dei diritti feudali sul territorio della Repubblica di Siena, eccezion fatta per alcune località della costa maremmana che andarono a costituire lo Stato dei Presidi, posto sotto il controllo spagnolo tramite il Viceré di Napoli per controllare i protettorati italiani. Cosimo ebbe sotto la sua persona la Repubblica di Firenze (detto "Stato vecchio") e il Ducato di Siena (detto "Stato Nuovo"), che manterrà una certa autonomia amministrativa con proprie magistrature, naturalmente gradite ai Sovrani di Toscana.
Con la bolla emessa da papa Pio V il 27 agosto 1569 Cosimo ottiene il titolo di Granduca di Toscana. Alla sua morte (1574), gli succede il figlio Francesco.
La dinastia medicea reggerà le sorti del granducato fino alla morte di Gian Gastone (1737), quando la Toscana, priva di un erede legittimo diretto, sarà concessa a Francesco III Stefano, duca di Lorena, consorte di Maria Teresa, arciduchessa d'Austria, in base ad accordi già stipulati tra le dinastie europee nel 1735.
Durante la Lega Santa del 1571, la Toscana combatté contro l'Impero ottomano a fianco del Sacro Romano Impero. La Lega Santa inflisse una pesante sconfitta agli ottomani nella battaglia di Lepanto, fatto che ancora una volta non fece che apportare benefici al governo dei Medici sulla Toscana.
Negli ultimi anni del suo regno Cosimo I dovette affrontare una serie di disgrazie familiari: dopo che diversi dei suoi figli erano deceduti in fasce o comunque ancora in giovane età, nel 1562 nel giro di un mese morirono sua moglie Eleonora di Toledo e due dei suoi figli maschi, a causa della malaria che imperversava sulle coste toscane. Queste morti improvvise colpirono profondamente il granduca il quale, già gravato dalla malattia personale, ufficiosamente abdicò dal 1564 lasciando che fosse il primogenito Francesco a governare per lui lo stato. Cosimo I morì di apoplessia nel 1574, lasciando uno stato stabile e prospero e distinguendosi per essere stato il Medici più a lungo sul trono toscano.

### Francesco I e Ferdinando I

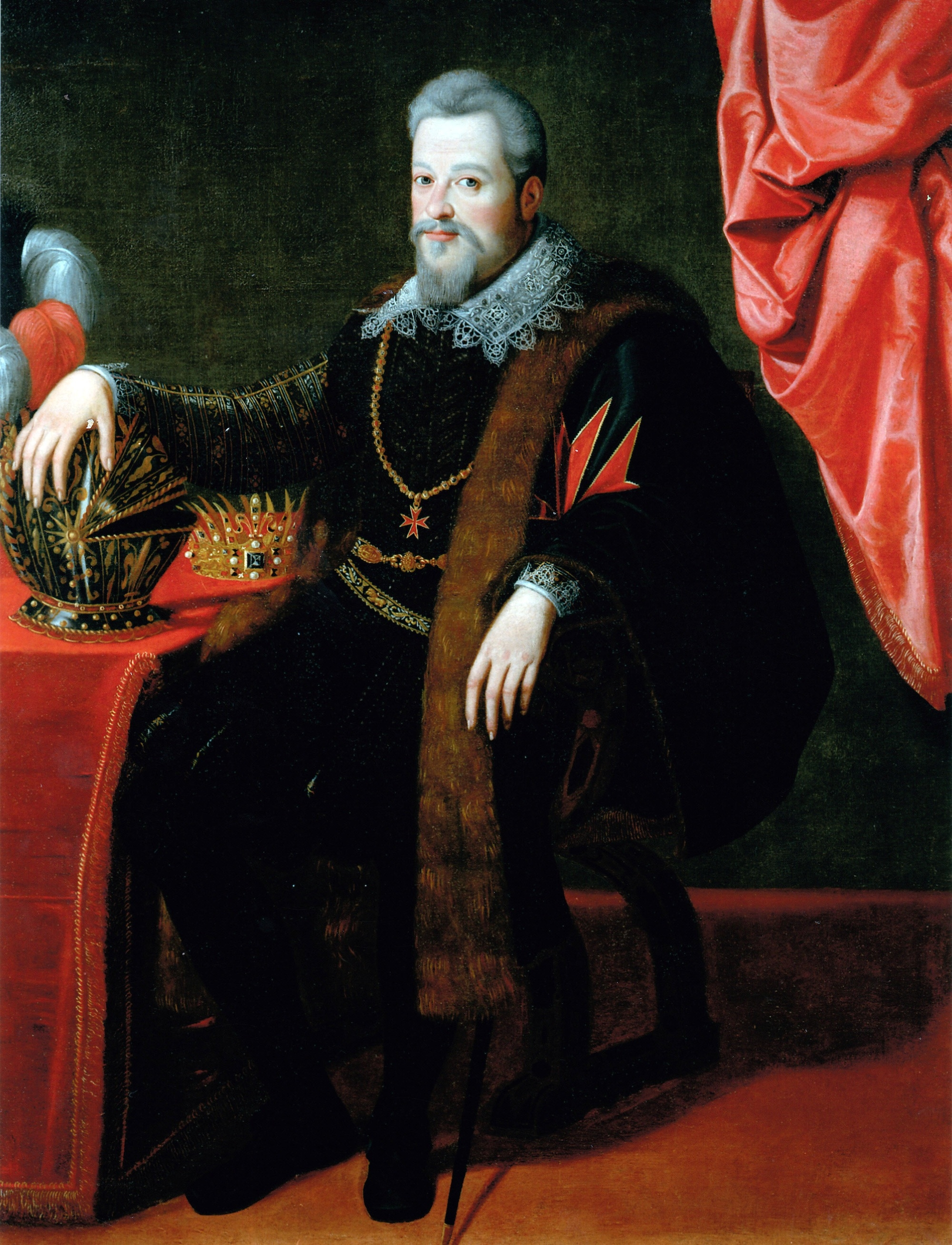
Il granduca Ferdinando I.

Malgrado la pesante eredità lasciatagli dal padre nel governo di un intero stato, Francesco mostrò sempre ben poco interesse negli affari della politica, preferendo dedicarsi alle scienze ed ai suoi interessi personali. L'amministrazione del granducato venne quindi sempre più delegata a dei burocrati che gestirono asetticamente lo stato, continuando sostanzialmente la linea politica intrapresa da Cosimo I con l'alleanza asburgica, cementata dal matrimonio tra il granduca in carica e Giovanna d'Austria. Francesco I è ricordato in particolar modo per essere morto il giorno stesso della sua seconda moglie, Bianca Cappello, il che diede adito a voci di avvelenamento.  Gli succedette suo fratello minore, Ferdinando I, che egli detestava personalmente.
Ferdinando I si dimostrò al contrario del fratello un ottimo statista nel governo della Toscana. Da subito si impegnò in una serie di opere pubbliche a beneficio del popolo che governava: avviò la bonifica delle paludi toscane, costruì una rete stradale nella Toscana meridionale e fece fiorire Livorno come polo commerciale di grande rilievo. Per aumentare l'industria serica toscana supervisionò personalmente la piantumazione di gelsi (necessari per l'alimentazione dei bachi da seta) lungo le strade principali del granducato, sull'esempio di quanto accadeva a Milano. Lentamente ma progressivamente, spostò gli interessi della Toscana lontano dall'egemonia asburgica sposando la prima candidata moglie non asburgica dall'epoca di Alessandro de' Medici, Cristina di Lorena, nipote di Caterina de Medici, regina di Francia. La reazione spagnola (anche la Spagna era governata dagli Asburgo) fu la costruzione di una cittadella fortificata sull'isola d'Elba. Per rafforzare questo nuovo orientamento della diplomazia della Toscana, fece sposare la figlia minore del defunto Francesco, Maria, col re Enrico IV di Francia. Enrico, dal canto suo, esplicitò la sua intenzione di difendere la Toscana ad ogni costo, in particolare dalle possibili aggressioni della Spagna. Le crescenti pressioni politiche da parte della Spagna, ad ogni modo, costrinsero Ferdinando a ritrattare le proprie posizioni e a far sposare il suo primogenito, Cosimo, con l'arciduchessa Maria Maddalena d'Austria, la cui sorella era appunto regina consorte di Spagna. Ferdinando sponsorizzò personalmente una spedizione coloniale nelle Americhe con l'intenzione di stabilire un insediamento toscano nell'area corrispondente all'attuale Guiana francese. Malgrado tutti questi incentivi alla crescita economica ed alla prosperità, la popolazione di Firenze all'inizio del XVII secolo era di appena 75 000 persone, ben al di sotto di molte altre città importanti in Italia come Roma, Milano, Venezia, Palermo e Napoli. Francesco e Ferdinando ebbero entrambi a disposizione notevoli ricchezze personali dal momento che non vi fu mai (forse intenzionalmente) una netta distinzione tra il patrimonio personale del granduca e quello dello Stato. Del resto solo il granduca aveva il diritto di sfruttare le risorse di sale e minerarie presenti in tutto il paese e quindi si comprende bene come le fortune dei Medici fossero direttamente legate a quelle dell'economia toscana.
Ferdinando, che per salire al trono aveva rinunciato al cardinalato, continuò anche come granduca ad avere una notevole influenza sui conclavi pontifici svoltisi durante il periodo del suo governo. Nel 1605, Ferdinando riuscì a proporre il suo candidato, Alessandro de' Medici, per l'elezione col nome di Leone XI, ma questi morì a meno di un mese di distanza. Il successore, Paolo V, si dimostrò comunque favorevole alla politica dei Medici.

### Cosimo II e Ferdinando II

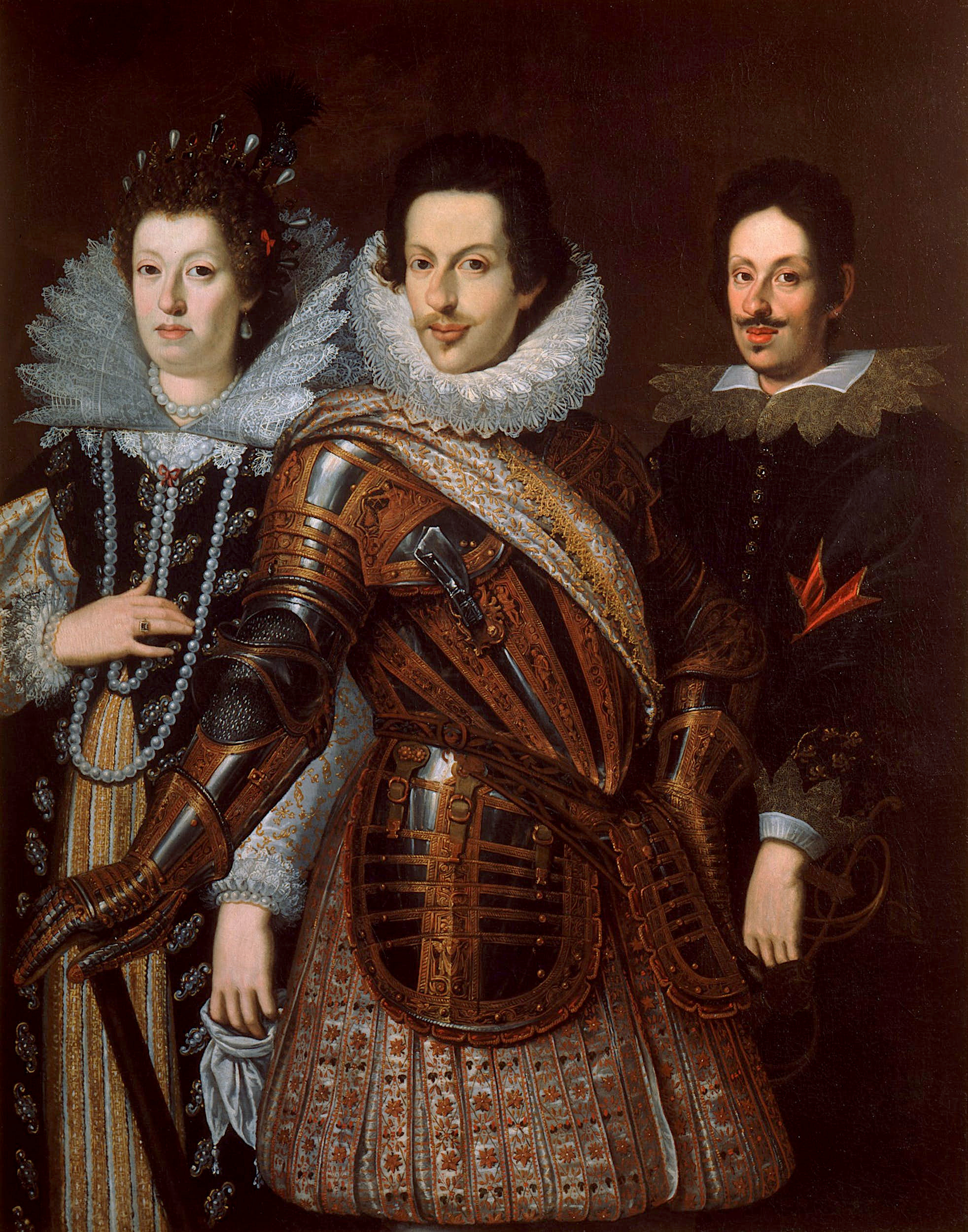
Maria Maddalena, Cosimo II e Ferdinando II; dipinto di Justus Sustermans

Il primogenito di Ferdinando I, Cosimo II, gli succedette al trono dopo la sua morte. Come suo zio Francesco I, Cosimo non si dimostrò mai interessato particolarmente dagli affari di governo e la Toscana finì ancora una volta per essere governata dai suoi ministri. I dodici anni del governo di Cosimo II vennero contraddistinti dal suo matrimonio con Maria Maddalena e dal suo appoggio personale all'astronomo Galileo Galilei.
Quando Cosimo II morì, suo figlio primogenito Ferdinando era ancora in minore età per succedergli al trono. Questo rese necessario creare un consiglio di reggenza guidato dalla nonna di Ferdinando, Cristina di Lorena, e dalla madre del piccolo granduca, Maria Maddalena d'Austria. Cristina si interessò particolarmente alla vita religiosa del granducato, intervenendo contro alcune leggi approvate a suo tempo da Cosimo I contro gli ordini religiosi e promuovendo invece il monachesimo. Cristina continuò ad essere una figura influente a corte sino alla sua morte avvenuta nel 1636. Furono del resto sua madre e sua nonna ad organizzare il suo matrimonio con Vittoria Della Rovere, nipote del duca di Urbino, nel 1634. La coppia ebbe insieme due figli: Cosimo, nel 1642, e Francesco Maria de Medici, nel 1660.
Ferdinando era ossessionato dalle nuove tecnologie, dotandosi di una vasta collezione di igrometri, barometri, termometri e telescopi che fece installare a Palazzo Pitti a Firenze. Nel 1657, Leopoldo de Medici, fratello minore del granduca, fondò l'Accademia del Cimento, che attrasse alla capitale toscana molti scienziati.
La Toscana prese parte alle guerre di Castro (l'ultima volta in cui la Toscana medicea venne coinvolta direttamente in un conflitto) ed inflisse una pesante sconfitta alle forze di papa Urbano VIII nel 1643. Questo conflitto, ad ogni modo, prosciugò in breve tempo le casse dello stato toscano e l'economia era a tal punto peggiorata che nei mercati contadini si era tornati al baratto. Le entrate erano appena sufficienti a coprire le spese del governo, portando così alla fine delle imprese banchiere dei Medici. Ferdinando II morì nel 1670, venendo succeduto dal primogenito Cosimo.

### Cosimo III

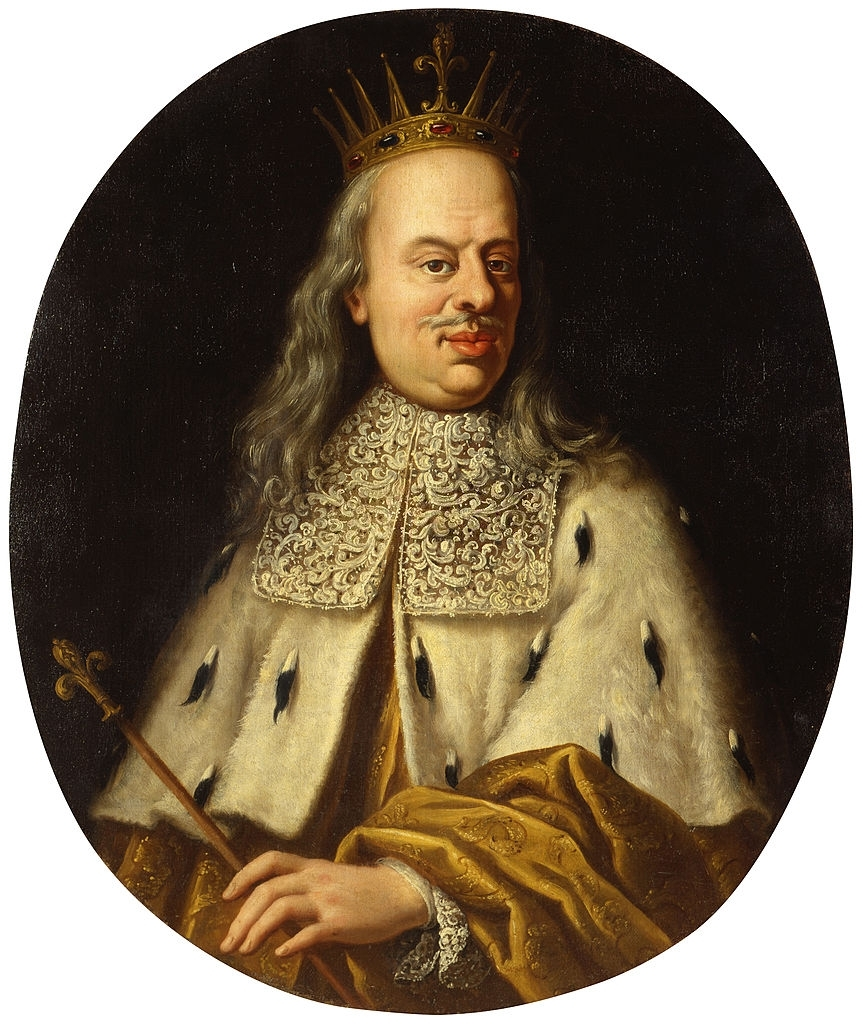
Ritratto di Cosimo III in età avanzata

Il regno di Cosimo III venne caratterizzato da cambiamenti drastici e da un declino sempre più imminente del granducato. Cosimo III aveva fama di essere un puritano e un conservatore religioso, fatto che lo portò a bandire una serie di festività e celebrazioni, costringendo le prostitute a pagare una tassa per esercitare la loro professione e facendo decapitare i sodomiti. Egli istituì anche una serie di leggi sulla censura e sull'educazione ai giovani, introducendo anche le prime norme dirette anti-giudaiche della Toscana. Aumentò le tasse mentre la popolazione del paese era in continuo declino. Dal 1705, il tesoro granducale era virtualmente in bancarotta e la popolazione di Firenze era scesa del 50% mentre in tutto il ducato la popolazione era calata del 40%. Anche la marina, un tempo fiorente, venne ridotta a poche imbarcazioni.
Cosimo ad ogni modo non si dimenticò mai di omaggiare l'imperatore del Sacro Romano Impero, almeno formalmente suo signore feudale. Inviò delle munizioni per sostenere la battaglia di Vienna e rimase neutrale durante la guerra di successione spagnola (nel 1718 l'esercito del granducato contava appena 3000 uomini, molti di questi ormai troppo anziani o malati per un servizio attivo). La capitale, si riempì di accattoni e poveri. Per salvare la tragica situazione in cui la Toscana sembrava essere piombata, si mosse anche l'imperatore Giuseppe I il quale avanzò delle pretese di successione al granducato in virtù di una sua discendenza dai Medici, ma morì prima che tali pretese potessero concretizzarsi.
Cosimo sposò Margherita Luisa d'Orleans, nipote di Enrico IV di Francia e di Maria de Medici. La loro unione fu particolarmente combattuta ma, malgrado queste tensioni continue, la coppia ebbe insieme tre figli: Ferdinando, Anna Maria Luisa e Gian Gastone.
Cosimo III, conscio delle precarie condizioni del proprio governo, pensò addirittura di restaurare la repubblica di Firenze per il bene del suo popolo, una decisione che ad ogni modo si rivelò impossibile perché complicata dallo status feudale raggiunto dal granducato. La proposta stava quasi per avere successo ad una riunione convenuta a Geertruidenberg quando Cosimo all'ultimo aggiunse che se sia lui che i suoi due figli maschi fossero premorti a sua figlia, l'elettrice palatina, questa avrebbe ottenuto il trono, stabilendo la repubblica solo dopo la morte di quest'ultima. La proposta naufragò e decadde definitivamente con la morte di Cosimo nel 1723.

### Gli ultimi anni del governo mediceo

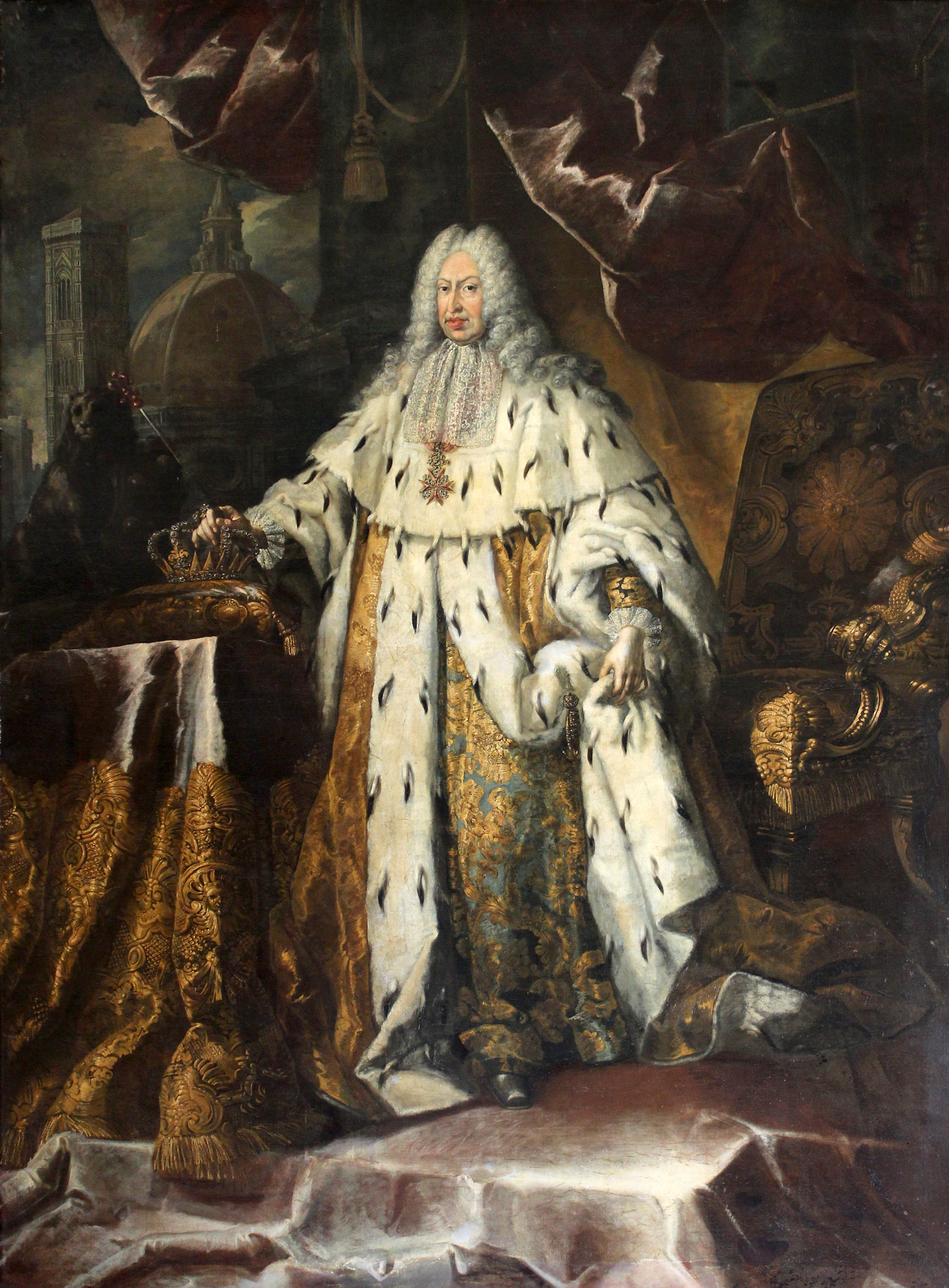
Ritratto dell'incoronazione di Gian Gastone de Medici; fu l'ultimo monarca mediceo della Toscana

Cosimo III venne succeduto dal figlio secondogenito, Gian Gastone, dal momento che il primogenito gli era premorto, piagato com'era dalla sifilide. Gian Gastone, che aveva vissuto la propria vita in grande oscurità sino a quel momento, venne ritenuto un monarca inappropriato sin dalla sua ascesa al trono toscano. Gian Gastone ripropose le leggi puritane del padre. Dal 1731, Vienna iniziò ad interessarsi attivamente alla futura successione al trono di Gian Gastone e venne abbozzato il trattato di Vienna che avrebbe assegnato il trono granducale a Carlo, duca di Parma. Gian Gastone non fu in grado di contrattare attivamente il futuro della Toscana come suo padre e semplicemente si trovò in balia delle potenze straniere che fecero scempio anche del suo governo. Anziché promuovere la successione dei suoi parenti maschi Medici, i principi di Ottajano, consentì che la Toscana venisse concessa poi a Francesco Stefano di Lorena. Carlo, duca di Parma, divenne invece re di Napoli in virtù del trattato di Torino. Poco dopo, Francesco Stefano di Lorena venne proclamato erede al trono toscano. Il 9 luglio 1737, Gian Gastone morì e con lui terminò la linea granducale dei Medici.

### I Lorena

#### Francesco Stefano

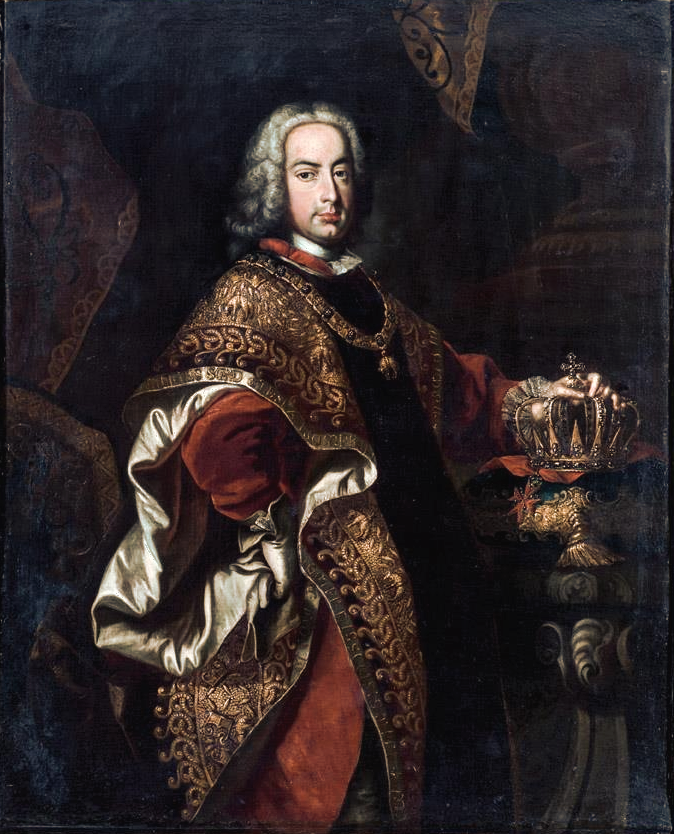
Francesco Stefano di Lorena negli abiti di granduca di Toscana

Il primo granduca della dinastia lorenese riceve l'investitura della Toscana con diploma imperiale del 24 gennaio 1737; destinato ad affiancare la moglie alla testa della monarchia asburgica (prima coreggente della stessa, verrà poi eletto Sacro romano imperatore nel 1745), affida il governo della Toscana a una reggenza presieduta da Marc de Beauvau, principe di Craon, compiendo una sola visita nella regione (1739).
La Toscana, divenendo di diritto e di fatto un feudo dell'impero, è in questi primi anni una pertinenza politica ed economica della corte di Vienna. Il celebre mecenatismo dei Medici con le loro numerose e famose committenze, improvvisamente cessa: anzi il nuovo granduca ereditando le vaste e cospicue proprietà medicee, fa incetta delle imponenti collezioni raccolte nel corso dei secoli. In occasione della visita di Francesco Stefano a Firenze, vengono trasferite a Vienna numerosissime opere d'arte dei palazzi medicei, con una lunga processione di carri che per tre giorni escono da Porta San Gallo. Questo suscita lo sdegno degli stessi fiorentini che si sentono legittimi eredi e della stessa principessa elettrice palatina Anna Maria, ultima rappresentante della famiglia Medici che, alla sua morte, lascia i propri beni e collezioni private alla città di Firenze, andando così a costituire il primo nucleo della "Galleria Palatina".
Questo periodo non è caratterizzato dalla tradizionale affezione della popolazione e della dirigenza toscana verso i propri regnanti. Con l'arrivo del nuovo dinasta e della nuova classe politica lorenese, che si dimostra spesso ottusa e sfruttatrice della situazione toscana, si crea un netto distacco con l'alta società fiorentina, che si vede defraudata in parte delle antiche cariche politiche.
Tuttavia, nel complesso il "Consiglio di Reggenza", coordinato da Emmanuel de Nay, conte di Richecourt, lavora bene avviando una serie di riforme per modernizzare lo stato. Tra le più significative si ricorda il primo censimento della popolazione (1745), l'applicazione di alcune tasse anche al Clero (finora esente da tutto), la legge sulla stampa (1743), la regolamentazione dei fidecommessi e della manomorta (1747, 1751), l'abolizione formale dei feudi (1749), la legge sulla nobiltà e cittadinanza (1750), la piena accettazione del calendario gregoriano con l'anticipo del capodanno dal 25 marzo al primo di gennaio (1750). Nonostante i vari scandali dati dalle azioni delle società che ricevono in appalto numerosi servizi pubblici, si riesce a dare una prima spinta verso la modernizzazione del paese, creando le basi per quelle che saranno le idee riformatrici di Pietro Leopoldo di Lorena.
Solo con la dichiarazione del 14 luglio 1763, il granducato, da pertinenza imperiale, viene qualificato nella dinamica dinastica come secondogenitura con la clausola che, nel caso di estinzione della linea cadetta, lo Stato sarebbe ritornato tra i possedimenti imperiali.

#### Pietro Leopoldo

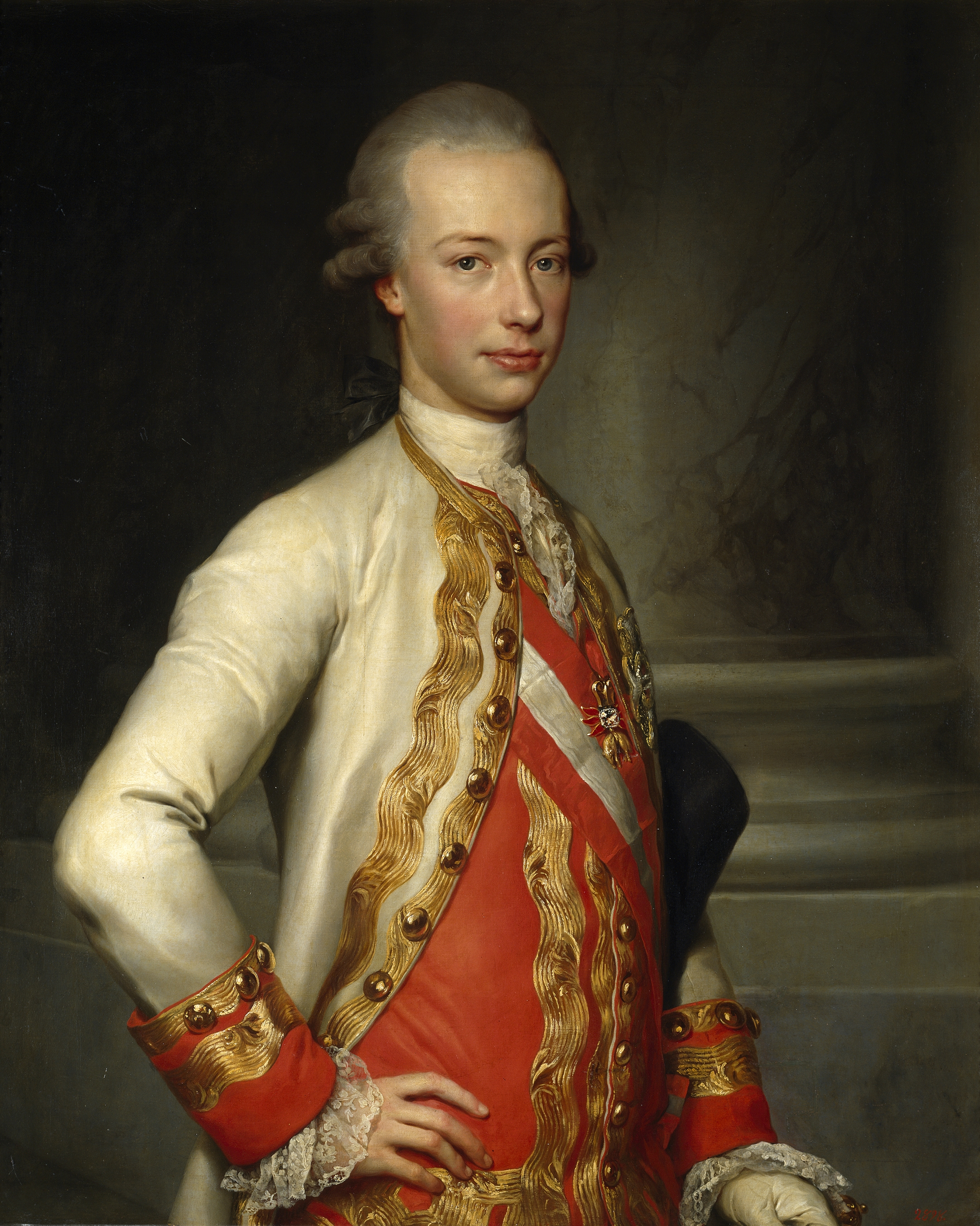
Pietro Leopoldo d'Asburgo-Lorena, granduca di Toscana, in un ritratto di Anton Raphael Mengs.

Deceduto il secondogenito Francesco, venne nominato erede dello Stato toscano il terzogenito Pietro Leopoldo a cui viene riconosciuta la dignità sovrana con rescritto imperiale del 18 agosto 1765.
Nelle mani di Pietro Leopoldo di Lorena (regnante dal 1765 al 1790) il granducato conosce la fase più innovativa del governo lorenese, in cui una solida politica agraria si accompagna alle riforme del commercio, dell'amministrazione pubblica e della giustizia.
Come Granduca di Toscana, Leopoldo è un chiaro esempio di sovrano illuminato e le sue riforme si contraddistinguono per una propensione agli scopi pratici più che a quelli teorici.
Nella sua opera riformatrice si avvale di importanti funzionari come Giulio Rucellai, Pompeo Neri, Francesco Maria Gianni, Angiolo Tavanti.
Il granduca avvia una politica liberista raccogliendo l'appello di Sallustio Bandini del quale fa pubblicare l'inedito Discorso sulla Maremma, promuovendo la bonifica delle aree paludose nella Maremma e nella Val di Chiana e favorendo lo sviluppo dell'Accademia dei Georgofili. Introduce la libertà nel commercio dei grani, abolendo i vincoli annonari che bloccavano le colture cerealicole, ma l'avvenimento capitale è, dopo tanti secoli, la liquidazione delle corporazioni di origine medievale, ostacolo principale per un'evoluzione economica e sociale dell'attività industriale. Introduce poi la nuova tariffa doganale del 1781, in base alla quale vengono aboliti tutti i divieti assoluti, che sono sostituiti da dazi protettivi, tenuti, del resto, a un livello molto basso in confronto a quelli allora in vigore.
La trasformazione del sistema fiscale è da Pietro Leopoldo intrapresa fin dai suoi primi anni di regno e nel 1769 viene abolito l'appalto generale e cominciata la riscossione diretta delle imposte. Esitante si rivela invece il sovrano fra la politica di Tavanti, che fino al 1781 attraverso il catasto, intende prendere la proprietà fondiaria come termine di misura per l'imposizione fiscale e, dopo la morte di Tavanti, nel 1781, quella di Francesco Maria Gianni, suo maggiore collaboratore dal quel momento, che concepisce un piano di eliminazione del debito pubblico attraverso la vendita dei diritti fiscali che lo Stato ha sulla terra dei sudditi. Si sarebbe poi passati a un sistema fondato esclusivamente sull'imposizione indiretta; operazione questa che, iniziata nel 1788, non è ancora ultimata nel 1790 quando Leopoldo diviene Imperatore.

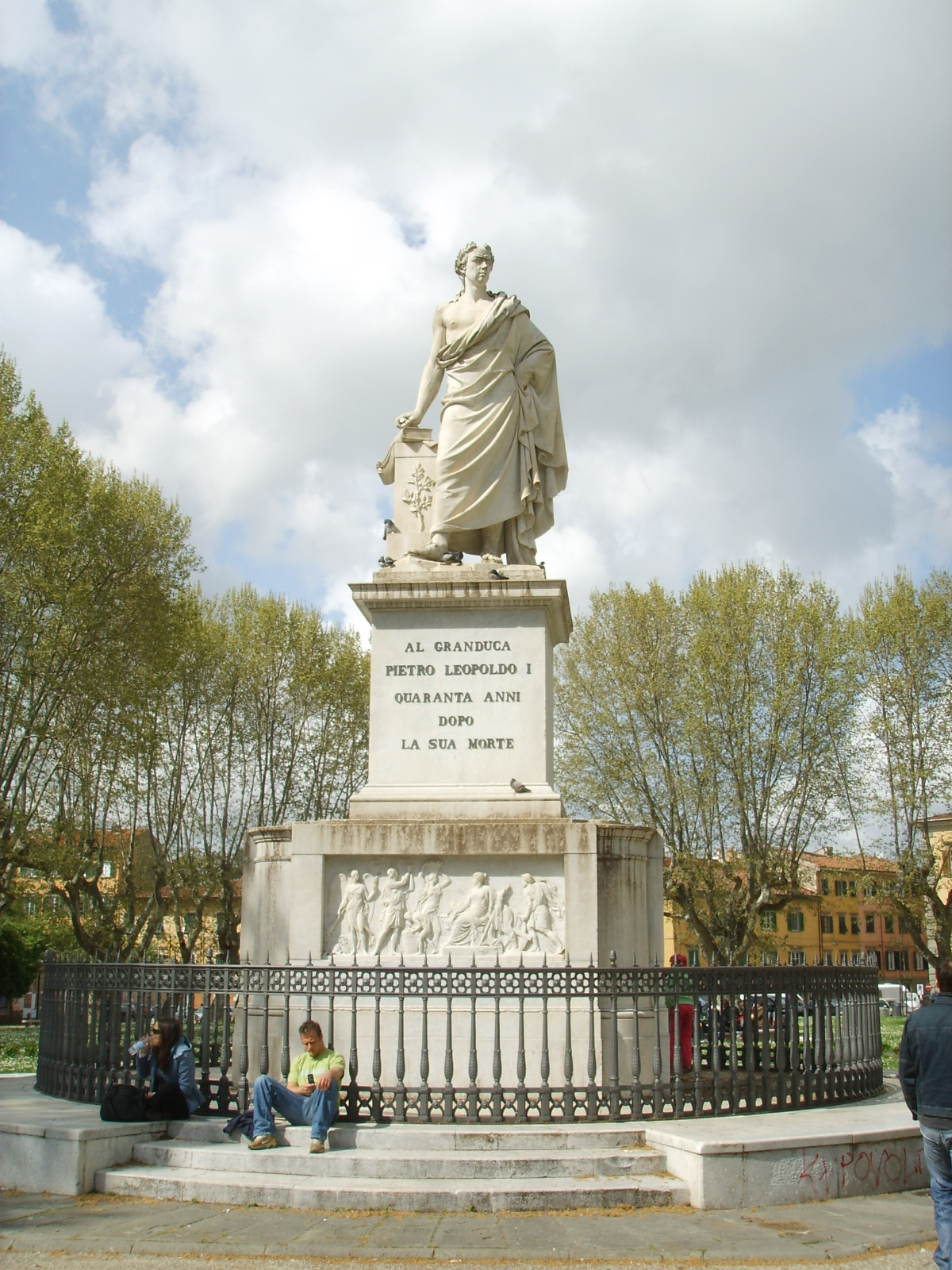
Monumento a Pietro Leopoldo a Pisa

Leopoldo riforma alcuni aspetti della legislazione toscana ma il suo maggior progetto, la redazione di un nuovo codice, che Pompeo Neri avrebbe dovuto realizzare, non giunge a termine per la morte del Neri stesso, mentre i progetti di costituzione non hanno seguito a causa della sua partenza per Vienna. In campo ecclesiastico Pietro Leopoldo si ispira ai principi del giurisdizionalismo, sopprimendo i conventi e abolendo i vincoli di manomorta. Inoltre l'alto clero della Toscana si volge religiosamente verso il Giansenismo, rappresentato dal vescovo di Pistoia Scipione de' Ricci, tanto che il granduca gli fa organizzare un sinodo a Pistoia nel 1786 per riformare l'organizzazione ecclesiastica toscana secondo i principi giansenisti.
Il programma uscito da questo sinodo, riassunto in 57 punti e frutto dell'intesa con Pietro Leopoldo, interessa gli aspetti patrimoniali e culturali e afferma l'autonomia delle Chiese locali rispetto al Papa e la superiorità del Concilio, ma le forti opposizioni del resto del clero e del popolo lo spingono a rinunciare a questa riforma.
Nel periodo 1779-1782 Pietro Leopoldo avvia un progetto costituzionale che continua ulteriormente nel 1790 per fondare i poteri del sovrano secondo un rapporto contrattualistico. Anche questa politica però suscita forti opposizioni e il granduca, che proprio in quell'anno saliva al trono imperiale è costretto a rinunciarvi.
Ma la riforma più importante introdotta da Pietro Leopoldo è l'abolizione degli ultimi retaggi giuridici medievali in materia giudiziaria. All'inizio del suo regno in tema di giustizia vige la più assoluta confusione, data dalla sovrapposizione incontrollata delle migliaia di norme accumulatesi nel corso dei secoli. I vari provvedimenti e leggi principesche (decreti, editti, motu proprio, ordinanze, dichiarazioni, rescritti) validi in tutto il granducato incontravano eccezioni e particolarismi comunali, statutari e consuetudinari che ne limitavano grandemente l'efficacia. L'esigenza di dare una prima riorganizzazione mediante una loro raccolta sistematica è fatta dal Tavanti, che collaziona tutte le leggi toscane dal 1444 al 1778. Una prima fase riguarda le abolizioni di privilegi giuridici comunali e corporativi come l'abolizione della censura ecclesiastica e i vantaggi riconosciuti agli Ebrei di Livorno, la limitazione degli effetti del maggiorascato, del fidecommesso e della manomorta degli enti ecclesiastici.
In materia penale vigevano ancora, fino alla riforma del 1786, i "quattro delitti infami" di origine medievale (lesa maestà, falso, buon costume e delitti atroci e atrocissimi). In un colpo solo Pietro Leopoldo abolisce il reato di lesa maestà, la confisca dei beni, la tortura e, cosa più importante, la pena di morte grazie al varo del nuovo codice penale del 1786 (che prenderà il nome di "Riforma criminale toscana" o "Leopoldina"). La Toscana sarà quindi il primo Stato nel mondo ad adottare i principi degli Illuministi fra i quali Cesare Beccaria, che nella sua opera Dei delitti e delle pene invocava appunto l'abolizione della pena capitale.
Nel 1790, alla morte del fratello Giuseppe, privo di eredi, riceve la corona asburgica e per fronteggiare i disordini scoppiati alla sua partenza, ripristina, dopo soli quattro anni, la pena di morte. Il figlio Ferdinando III diviene così Granduca in un periodo che già si presentava agitato alla luce degli avvenimenti rivoluzionari francesi.

#### Ferdinando III

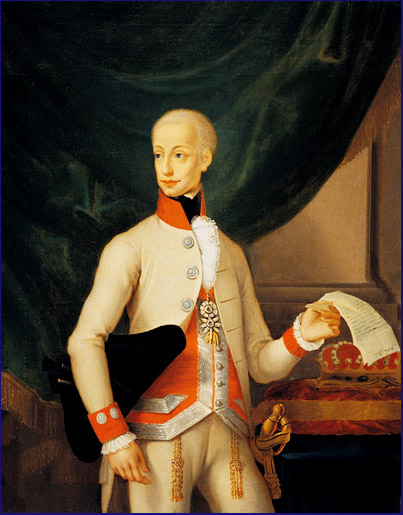
Ferdinando III, granduca di Toscana

In politica interna, il nuovo Granduca non ripudiò le riforme paterne che avevano portato la Toscana all'avanguardia in Europa, precedendo in alcuni campi persino la rivoluzione francese, allora in corso, ma cercò di limitarne alcuni eccessi, soprattutto in campo religioso, che erano stati accolti malvolentieri dal popolo.
In politica estera, Ferdinando III cercò di restare neutrale nella tempesta succeduta alla rivoluzione francese ma fu costretto ad allinearsi alla coalizione antirivoluzionaria su forti pressioni dell'Inghilterra, che minacciava di occupare Livorno e l'8 ottobre 1793 dichiarò guerra alla Repubblica Francese. La dichiarazione non ebbe però effetti pratici e anzi, la Toscana fu il primo Stato a concludere la pace e a ristabilire le relazioni con Parigi nel febbraio 1795.
La cautela del Granduca non servì però a tenere fuori la Toscana dall'incendio napoleonico: nel 1796 le armate francesi occupavano Livorno per sottrarla all'influenza britannica e lo stesso Napoleone entrava in Firenze, ben accolto dal sovrano, e occupava il Granducato, pur non abbattendo il governo locale. Solo nel marzo 1799 Ferdinando III fu costretto all'esilio a Vienna, in seguito al precipitare della situazione politica della penisola.

### La Toscana "giacobina" (marzo-aprile 1799)
In seguito all'occupazione da parte dei Francesi nel 1799, anche la Toscana (che fino ad allora era riuscita a preservarsi libera, proclamando la neutralità e pagando una tassa annuale a Napoleone), vide la formazione di municipalità giacobine nei vari comprensori del paese. Una manifestazione tipica delle istanze giacobine fu l'erezione degli alberi della libertà che vennero issati nelle piazze di numerosissimi paesi e città toscane, col concorso entusiasta delle forze più avanzate e la tacita rassegnazione o la palese avversità dei ceti più conservatori.
L'intento ideale di tali governi cittadini giacobini fu quello di formare una repubblica toscana sul modello di quella Piemontese, ma l'eterogeneità delle visioni politiche della nuova classe dirigente rese ciò una palese chimera. 
C'è poi da osservare che la prima occupazione della Toscana fu assai breve: iniziò il 25 marzo del 1799 e già ad aprile iniziarono i primi moti del Viva Maria che portarono all'allontanamento dei francesi. Infatti l'occupante fu ben presto inviso alla stragrande maggioranza dei toscani, soprattutto a causa del prevalere di esigenze militari e di approvvigionamento di materiali e denari per le guerre in corso, concretizzatosi mediante le imposizioni di tasse e requisizioni di animali. Già a luglio del 1799 i francesi, incorsi nei rovesci della spedizione d'Egitto e in varie sconfitte in Italia, erano stati cacciati completamente dalla Regione dalle truppe aretine, ingrossate progressivamente da forti contingenti di varie municipalità toscane (vedi il movimento del Viva Maria); per tale motivo la vagheggiata 'Repubblica Toscana' non divenne mai una realtà effettiva

### Spoliazioni napoleoniche
Le truppe francesi rimasero in Toscana fino al luglio 1799, quando furono scacciate da una controffensiva austrorussa a cui diedero aiuto gli insorti sanfedisti del «Viva Maria», partito dall'insurrezione di Arezzo (difatti l'esercito venne nominato Armata austro-russo-aretina). La restaurazione fu breve; già l'anno dopo Napoleone tornava in Italia e ristabiliva il suo dominio sulla Penisola; nel 1801 Ferdinando doveva abdicare al trono di Toscana, ricevendo in compenso prima (1803) il Granducato di Salisburgo, nato con la secolarizzazione dell'ex stato arcivescovile e poi (1805) il Granducato di Würzburg, altro Stato sorto con la secolarizzazione di un principato vescovile.
Le spoliazioni nel Granducato di Toscana vennero portate a termine dallo stesso direttore del Louvre, Dominique Vivant Denon. Tra l'estate e l'inverno 1811, setacciò prima Massa, Carrara, Pisa, poi Volterra e infine Firenze. In ciascuna annotò le opere da spedire a Parigi. A Pisa Denon selezionò in totale nove opere ed un bassorilievo, tra le principali spedite e rimaste al Louvre si ricordano La Maestà di Cimabue e le Stigmate di San Francesco di Giotto, entrambe in origine a Pisa nella chiesa di San Francesco, e anche il Trionfo di San Tommaso d'Aquino fra i Dottori della Chiesa di Benozzo Gozzoli, oggi al Museo del Louvre, in origine proveniente dal Duomo di Pisa. A Firenze, Denon raccolse e spedi in Francia la maggior parte delle opere, tra le quali La Visitazione di Domenico Ghirlandaio, oggi al Louvre, in origine nella chiesa di Santa Maria Maddalena dei Pazzi di Firenze, Pala Barbadori, dipinta da Fra Filippo Lippi, oggi al Musée du Louvre, proveniente dalla sagrestia di Santo Spirito di Firenze, Incoronazione della Vergine di Beato Angelico, oggi al Louvre, in origine a Fiesole il convento di San Domenico, Presentazione al tempio, di Gentile da Fabriano, oggi al Louvre, in origine dall'Accademia delle Belle Arti di Firenze, La Madonna con Bambino, Sant'Anna, San Sebastiano, San Pietro e San Benedetto, di Jacopo da Pontormo, proveniente dalla chiesa di Sant'Anna sul Prato di Firenze, oggi tutte conservate al Louvre.

### Il Regno di Etruria
Il 9 febbraio 1801, con il trattato di Lunéville, la Toscana viene ceduta dall'Austria alla Francia. Soppresso il Granducato di Toscana, viene istituito il Regno di Etruria, al cui comando si succedono Ludovico di Borbone (1801-1803) e Carlo Ludovico di Borbone (1803-1807).
Nel dicembre 1807 il Regno d'Etruria viene soppresso e la Toscana è amministrata per conto dell'Impero francese da Elisa Bonaparte Baciocchi, nominata a capo del restaurato Granducato di Toscana. Suddiviso amministrativamente in tre dipartimenti dipendenti ognuno da un prefetto (Dipartimento dell'Arno, con capoluogo Firenze; Dipartimento del Mediterraneo, con capoluogo Livorno; e Dipartimento dell'Ombrone, avente per capoluogo Siena), il Granducato vede rovinata la propria economia, già in crisi per le lunghe guerre e invasioni: il cosiddetto blocco continentale, imposto da Napoleone a tutti i territori marittimi a lui sottoposti, determina il tracollo di quello che rimaneva dei floridi traffici che avevano caratterizzato il porto di Livorno per tutto il XVII e XVIII secolo e di conseguenza l'economia della Toscana.

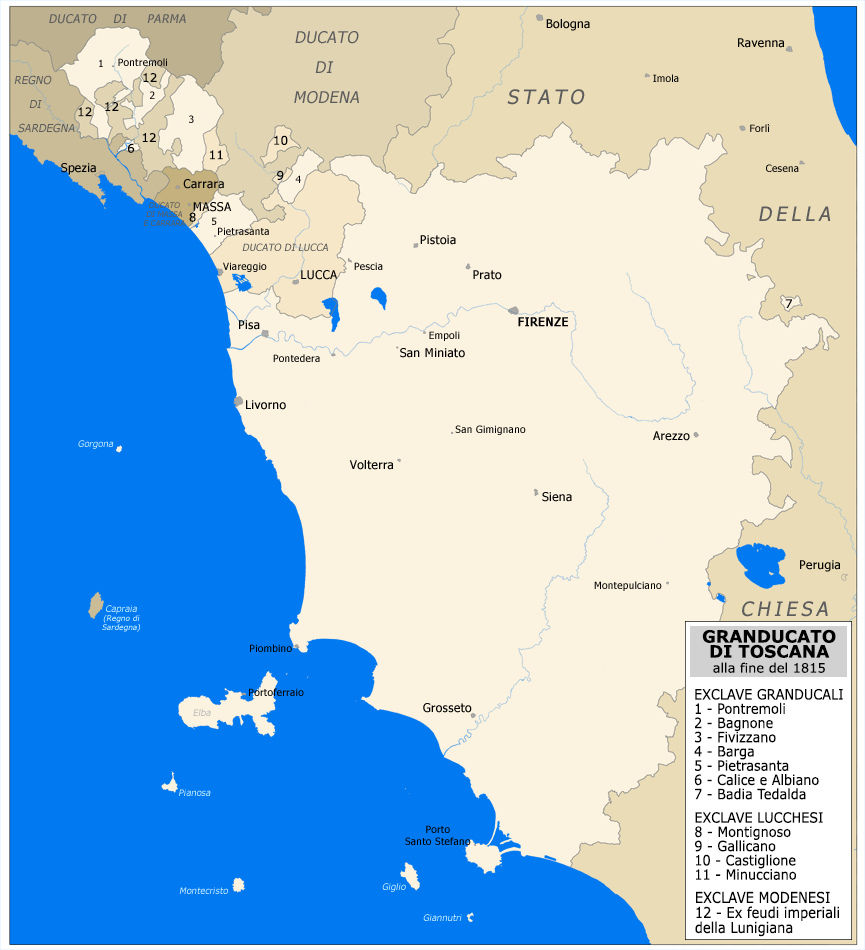
Granducato di Toscana nel 1815

### La Restaurazione, gli eventi del 1848 e lo Stato unitario italiano
Ferdinando III tornò in Toscana solo nel settembre 1814, dopo la caduta di Napoleone. Al Congresso di Vienna, ottenne alcuni ritocchi del territorio con l'annessione del Principato di Piombino, dello Stato dei Presidi, dei feudi imperiali di Vernio, Monte Santa Maria Tiberina e Montauto e con il riconoscimento del diritto di reversione sul Ducato di Lucca (transitoriamente attribuito ai Borbone-Parma), seppur previa cessione al Ducato di Modena di tutte le exclave lucchesi, di alcune di quelle toscane in Lunigiana, in Versilia (Pietrasanta) e nella valle del Serchio (Barga).
La Restaurazione in Toscana fu, per merito del Granduca, un esempio di mitezza e buon senso: non vi furono epurazioni del personale che aveva operato nel periodo francese; non si abrogarono le leggi francesi in materia civile ed economica (salvo il divorzio) e dove si effettuarono restaurazioni si ebbe il ritorno delle già avanzate leggi leopoldine, come in campo penale.
Molte istituzioni e riforme napoleoniche sono mantenute o marginalmente modificate: la legislazione con i codici di commercio, il sistema ipotecario, la pubblicità dei giudizi, lo stato civile, conferma e supera molte delle innovazioni introdotte dai francesi, tanto da rendere lo Stato uno dei più moderni e all'avanguardia in materia. Da qui un orientamento indipendente dello spirito pubblico che diviene scarsamente sensibile agli appelli delle società segrete e carbonare che stanno sorgendo nel resto d'Italia.
Le maggiori cure del restaurato governo lorenese furono per le opere pubbliche; in questi anni si realizzarono numerose strade (come la Volterrana), acquedotti e si diede inizio ai primi seri lavori di bonifica della Val di Chiana e della Maremma, che videro l'impegno personale dello stesso sovrano. Ferdinando III pagò questo lodevole impegno personale con la contrazione della malaria, che lo condusse a morte nel 1824.

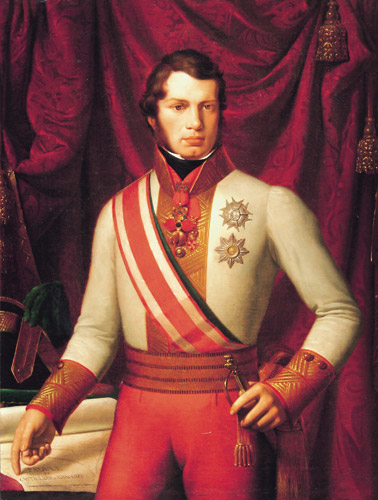
Leopoldo II di Toscana in un ritratto di Pietro Benvenuti, 1828

Alla morte del padre nel 1824 Leopoldo II assunse il potere e subito dimostrò di voler essere un sovrano indipendente, appoggiato in questo dal ministro Vittorio Fossombroni, che seppe sventare una manovra dell'ambasciatore austriaco conte di Bombelles, per influenzare l'inesperto granduca. Questi non solo confermò i ministri che aveva nominato il padre ma diede subito prova della sua sincera voglia di impegnarsi con una riduzione della tassa sulla carne e un piano di opere pubbliche che prevedeva la continuazione della bonifica della Maremma (tanto da essere soprannominato affettuosamente "Canapone" e ricordato dai Grossetani con un monumento scultoreo collocato in piazza Dante), l'ampliamento del porto di Livorno, la costruzione di nuove strade, un primo sviluppo delle attività turistiche (allora chiamate "industria del forestiero") e lo sfruttamento delle miniere del granducato.
Dal punto di vista politico, il governo di Leopoldo II fu in quegli anni il più mite e tollerante negli stati italiani: la censura, affidata al dotto e mite padre Mauro Bernardini da Cutigliano, non ebbe molte occasioni di operare e molti esponenti della cultura italiana del tempo, perseguitati o che non trovavano l'ambiente ideale in patria, poterono trovare asilo in Toscana, come accadde a Giacomo Leopardi, Alessandro Manzoni, Guglielmo Pepe, Niccolò Tommaseo. Alcuni scrittori e intellettuali toscani come Guerrazzi, Giovan Pietro Vieusseux e Giuseppe Giusti, che in altri stati italiani avrebbero sicuramente passato dei guai, poterono operare in tranquillità. È rimasta celebre la risposta del granduca all'ambasciatore austriaco che si lamentava che "in Toscana la censura non fa il suo dovere", al quale ribatté con stizza "ma il suo dovere è quello di non farlo!". Unico neo in tanta tolleranza e mitezza fu la soppressione della rivista Antologia di Giovan Pietro Vieusseux, avvenuta nel 1833 per le pressioni austriache e comunque senza ulteriori esiti civili o penali per il fondatore.

La bandiera del Granducato nel 1848: il tricolore, con sovraimpresse le armi della casata degli Asburgo-Lorena.

La pena di morte, già abolita nel 1786 da suo nonno Pietro Leopoldo, ma poi dallo stesso ripristinata nel 1790 a seguito dei gravi disordini avvenuti in occasione del suo trasferimento sul trono imperiale, continuò ad essere mantenuta vigente, ma, dopo due uniche uniche esecuzioni praticate nel 1820 e 1830, Leopoldo II ne decise la moratoria dal 1831 e, nel 1838, stabilì il principio che la pena capitale fosse irrogabile solo con l'unanimità del collegio giudicante. In sede di reversione anticipata del ducato di Lucca alla Toscana, con una legge in data 11 ottobre 1847, il granduca dispose inopinatamente l'abolizione della pena di morte nel suo nuovo dominio, facendone così l'unico territorio in cui tale misura fosse all'epoca giuridicamente in vigore. Nel 1845 il precedente duca di Lucca Carlo Lodovico di Borbone-Parma aveva rifiutato la grazia a cinque ladroni condannati a morte e li aveva fatti ghigliottinare, con grande afflusso di pubblico, davanti alla Porta San Donato. Leopoldo II voleva probabilmente mettere l'accento fin dall'inizio sul carattere programmaticamente diverso del suo governo rispetto a quello dei Borboni. La Corte di cassazione di Firenze, per parte sua, con una sentenza del febbraio 1848, si affrettò a sancire l'estensione dell'abolizione a tutto il territorio granducale.
Col trattato segreto di Firenze, stipulato nel 1844 per regolare le pendenze territoriali lasciate aperte nel nord della Toscana dal Congresso di Vienna, Leopoldo II si vide ovviamente confermato il diritto di reversione sul ducato di Lucca al momento di ritorno a Parma del duca Carlo Lodovico di Borbone, conservando anche i capitanati di Pietrasanta e di Barga, ma si impegnò in cambio a cedere tutte le altre (non più solo alcune) exclave toscane e lucchesi in Garfagnana, Lunigiana e sulla riviera apuana al Ducato di Parma e Piacenza e a quello di Modena e Reggio, concedendo in aggiunta qualche minore aggiustamento territoriale. L'applicazione concreta del trattato ebbe inizio in anticipo nell'ottobre del 1847, a causa dell'abdicazione imprevista dello stesso Carlo Lodovico, prima di poter accedere effettivamente al trono di Parma (cosa poi avvenuta due mesi dopo, alla morte della duchessa regnante Maria Luigia).
Il 15 febbraio 1848 Leopoldo II firmò lo "Statuto fondamentale del Granducato di Toscana", concedendo una Costituzione ai suoi sudditi.
Nell'aprile 1859, nell'imminenza della Seconda guerra d'indipendenza italiana contro l'Austria, Leopoldo II proclamò la neutralità, ma ormai il governo granducale aveva i giorni contati: in Firenze la popolazione rumoreggiava e le truppe davano segni di insubordinazione.
Il 27 aprile, mercoledì, verso le quattro, accompagnato da pochi intimi e dagli ambasciatori esteri (escluso quello sardo), Leopoldo II e la sua famiglia abbandonarono Firenze partendo con quattro carrozze da Palazzo Pitti, uscendo per la porta di Boboli verso la strada di Bologna. Aveva appena rifiutato di abdicare a favore del figlio Ferdinando.
La pacifica rassegnazione al corso della storia (il granduca non pensò mai a una soluzione di forza) e le modalità del commiato, con gli effetti personali caricati nelle poche carrozze e le attestazioni di simpatia al personale di corte, fecero sì che negli ultimi momenti di permanenza in Toscana gli ormai ex sudditi riacquistassero l'antica stima per Leopoldo: la famiglia granducale fu salutata dai fiorentini, levantisi il cappello al passaggio, con il grido "Addio babbo Leopoldo!" e accompagnata con tutti i riguardi da una scorta fino alle Filigare, ormai ex dogana con lo Stato Pontificio. Alle sei pomeridiane di quello stesso giorno, il municipio di Firenze constatò l'assenza di alcuna disposizione lasciata dal sovrano e nominò un governo provvisorio.
Chiesto asilo presso la corte viennese, l'ex granduca abdicò ufficialmente solo il successivo 21 luglio; da allora visse in Boemia, recandosi poi a Roma nel 1869, dove morì il 28 gennaio 1870. Nel 1914 la sua salma fu poi trasportata a Vienna per essere sepolta nel mausoleo degli Asburgo, la Cripta dei Cappuccini.
Ferdinando IV salì virtualmente al trono di Toscana dopo l'abdicazione del padre nel 1859, fu un protagonista involontario del Risorgimento, in quanto fino al passaggio della Toscana al Regno d'Italia (1860) ne era diventato granduca anche se non viveva a Firenze e non fu mai incoronato veramente. A seguito del decreto reale del 22 marzo 1860, che riuniva la Toscana al Regno di Sardegna, Ferdinando IV pubblicò a Dresda il 26 marzo successivo la sua protesta ufficiale verso tale annessione e a seguito della soppressione dell'indipendenza toscana con decreto reale del 14 febbraio 1861, pubblicò una successiva protesta del 26 marzo 1861 contestando il titolo di "re d'Italia" a Vittorio Emanuele II.
Nonostante ciò, anche dopo la soppressione del granducato, Ferdinando, avendo mantenuta la fons honorum e la collazione degli ordini dinastici, continuò a elargire titoli e decorazioni. Il 20 dicembre 1866 Ferdinando IV e i suoi figli rientrarono nella casa imperiale e la casa di Toscana smise di esistere come casa reale autonoma, venendo riassorbita da quella imperiale austriaca; a Ferdinando IV fu permesso di mantenere la sua fons honorum vita natural durante, mentre i figli divennero solo principi imperiali (archiduchi o arciduchesse d'Austria) e non più principi o principesse di Toscana: Ferdinando IV abdicò ai diritti dinastici al granducato di Toscana (1870) a favore dell'imperatore Francesco Giuseppe d'Austria e pertanto anche i suoi discendenti persero ogni diritto dinastico sulla Toscana. Il gran magistero dell'ordine di Santo Stefano cessò invece con la morte di Ferdinando IV. L'imperatore Francesco Giuseppe I (1830-1916) aveva infatti proibito, dopo la morte del granduca Ferdinando IV avvenuta nel 1908, di assumere i titoli di granduca o di principe o principessa di Toscana.
Ottone d'Asburgo-Lorena, successore legale di Francesco Giuseppe, nel 1961 rinunciò formalmente alla pretesa al trono imperiale e riconobbe la repubblica austriaca. Con tale atto cessò ogni pretensione sul trono d'Austria-Ungheria della sua discendenza e, collateralmente, anche sul trono di Toscana

## Capi di Governo sotto la dinastia lorenese
- Presidenti della Reggenza
  - principe Marc de Beauvau, principe di Craon, 1738-1744
  - conte Emmanuel de Nay, conte di Richecourt, 1744-1757
  - generale Antoniotto Botta Adorno, 1757-1765
- Primi Ministri e governi toscani
  - conte Francesco Orsini von Rosenberg 1766-1770
  - prof. Pompeo Neri, 1770-1776
  - cav. Angiolo Tavanti, 1777-1781
  - sen. Francesco Maria Gianni, 1782-1790
  - sen. Antonio Serristori, 1790-1791, reggente
  - marchese Federico Manfredini, 1791-1796
  - cav. Francesco Seratti, 1796-1798
  - principe Neri Corsini, 1798-1799
  - reggenza del Senato fiorentino, 1799-1800
  - Gen.le Annibale Sommariva, sen. Luigi Bartolini Baldelli, sen. Marco Covoni, sen. Amerigo Antinori, 19 giugno - 15 ottobre 1800
  - Pierallini, Cercignani, Lessi, Piombanti, ottobre/novembre 1800
  - Chiarenti, Pontelli, De Ghores, 24 ottobre 1800-1º marzo 1801
  - sen. conte Giulio Mozzi del Garbo, 1801-1807
  - commissario granducale principe Giuseppe Rospigliosi, 1º maggio 1814-25 settembre 1814
  - conte Vittorio Fossombroni, 1815-1844
  - principe Neri Corsini, 1844-1845
  - avv. Francesco Cempini, 1845-1848
  - marchese Cosimo Ridolfi, giugno/luglio 1848
  - prof. Gino Capponi, 17 agosto 1848-27 ottobre 1848
  - Francesco Domenico Guerrazzi, Giuseppe Montanelli, Giuseppe Mazzoni, 8 febbraio-27 marzo 1849
  - Francesco Domenico Guerrazzi, dittatore, 28 marzo 1849-12 aprile 1849
  - avv. Giovanni Baldasseroni, 1849-1859
  - marchese Neri Corsini, 26-27 aprile 1859
  - Governo provvisorio
  - comm. Carlo Boncompagni, 7 maggio 1859 - 12 luglio 1859
  - barone Bettino Ricasoli, 1859 - 13 marzo 1860.

## Ordini cavallereschi toscani

Bandiera delle Galee dell'Ordine di Santo Stefano, 1562-fine del XVIII secolo.

- Ordine di Parte Guelfa fondato a Firenze nel 1266 da papa Clemente IV
- Insigne sacro e militare ordine di Santo Stefano papa e martire, creato il 15 marzo 1561
- Ordine del Merito sotto il titolo di San Giuseppe, creato il 9 marzo 1807
- Ordine del merito civile e militare, istituito con decreto sovrano del 19 dicembre 1853, come benemerenza per il servizio e la fedeltà dati al principe e allo Stato. L'Ordine aveva tre gradi di cavalieri che potevano essere anche esteri ed era concesso ai soli militari con il grado di ufficiali per i primi due gradi. La decorazione era una croce a cinque spicchi riuniti al centro da uno scudo circolare, recante sul dritto la cifra "L. II" e intorno l'epigrafe "Merito Militare" e sul recto l'anno di istituzione "1853". Tra gli insigniti spiccavano Giovanni Baldasseroni, e tra gli stranieri i generali austriaci Josef Radetzky e Folliot de Crenneville.
- Ordine della Croce bianca o della Fedeltà, fondato nel 1815
- Decorazione del merito industriale, istituita con decreto del 21 giugno 1852 per riconoscere e onorare chiunque abbia pubblicamente acquisita notorietà e benemerenza verso l'industria toscana. La decorazione era una medaglia d'oro con l'effigie di Leopoldo II e sul retro l'epigrafe "Alla Industria". Aveva due classi e tra gli insigniti più noti si ricordano Giovanni Baldasseroni, il conte Francesco De Larderel, il professor Filippo Corridi, il marchese Cosimo Ridolfi, presidente dell'Accademia dei Georgofili, il barone Bettino Ricasoli, Emanuele Fenzi, finanziere.

## Rappresentanze estere
Il Granducato di Toscana, nel corso del XIX secolo, fu rappresentato da propri ambasciatori all'estero presso le corti dell'Impero austriaco, del Regno delle Due Sicilie, della Francia, del Belgio, della Gran Bretagna, del Regno di Sardegna e dello Stato Pontificio; in Spagna e nell'Impero ottomano la Toscana era, invece, rappresentata da diplomatici austriaci.
Di contro, varie potenze estere furono accreditate presso la corte lorenese di Firenze: Austria, Due Sicilie, Francia, Regno Unito, Portogallo, Prussia, Russia, Sardegna e Stato Pontificio, Svizzera. Invece, il Belgio, il Brasile e la Russia ebbero propri ambasciatori con sede a Roma, mentre il Regno di Svezia e Norvegia aveva il proprio a Napoli.
Più numerose furono le rappresentanze consolari a Firenze, Livorno e in altre città toscane: Amburgo, Austria, Baviera, Belgio, Brasile, Brema, Cile, Danimarca, Due Sicilie, Ecuador, Francia, Gran Bretagna, Grecia, Hannover, Lubecca, Messico, Modena e Reggio, Meclemburgo, Oldenburgo, Paesi Bassi, Parma e Piacenza, Portogallo, Prussia, Sardegna, Sassonia, Spagna, Stati Uniti d'America, Svezia e Norvegia, Svizzera, Tunisi, Turchia, Uruguay, Württemberg.
Numerosi sono, infine i consolati toscani nel mondo a dimostrazione dei vasti commerci e affari: Aleppo, Alessandria d'Egitto, Algeri, Amburgo, Amsterdam, Ancona, Anversa, Atene-Pireo, Bahia, Beirut, Barcellona, Bastìa, Bayreuth, Bona, Bordeaux, Cadice, Cagliari, Civitavecchia, Corfù, Francoforte sul Meno, Genova, Gibilterra, Ginevra, Lima, Lione, Lisbona, Londra, Malta, Marianopoli, Marsiglia, Mobile, Montevideo, Napoli, Nizza, New Orleans, New York, Odessa, Palermo, Roma, S. Pietroburgo, Ragusa, Salonicco, Smirne, Stoccolma, Trieste, Tripoli di Libia, Tunisi, Venezia.

## Amministrazione e Ministeri
Con l'avvento dei Lorena l'amministrazione statale fu riorganizzata in modo più razionale e moderno. Il governo, inizialmente, in assenza del granduca, impegnato a regnare come imperatore (1745-64), fu composto da un Consiglio di Reggenza, formato da esponenti vicini alla causa lorenese e da notabili fiorentini. Nonostante nel consiglio fossero presenti uomini come Gaetano Antinori, Neri Venturi, Carlo Rinuccini e Carlo Ginori, tutti di un certo livello e rigore morale e con iniziative imprenditoriali e moderne, l'economia e il bilancio statale non decollava.

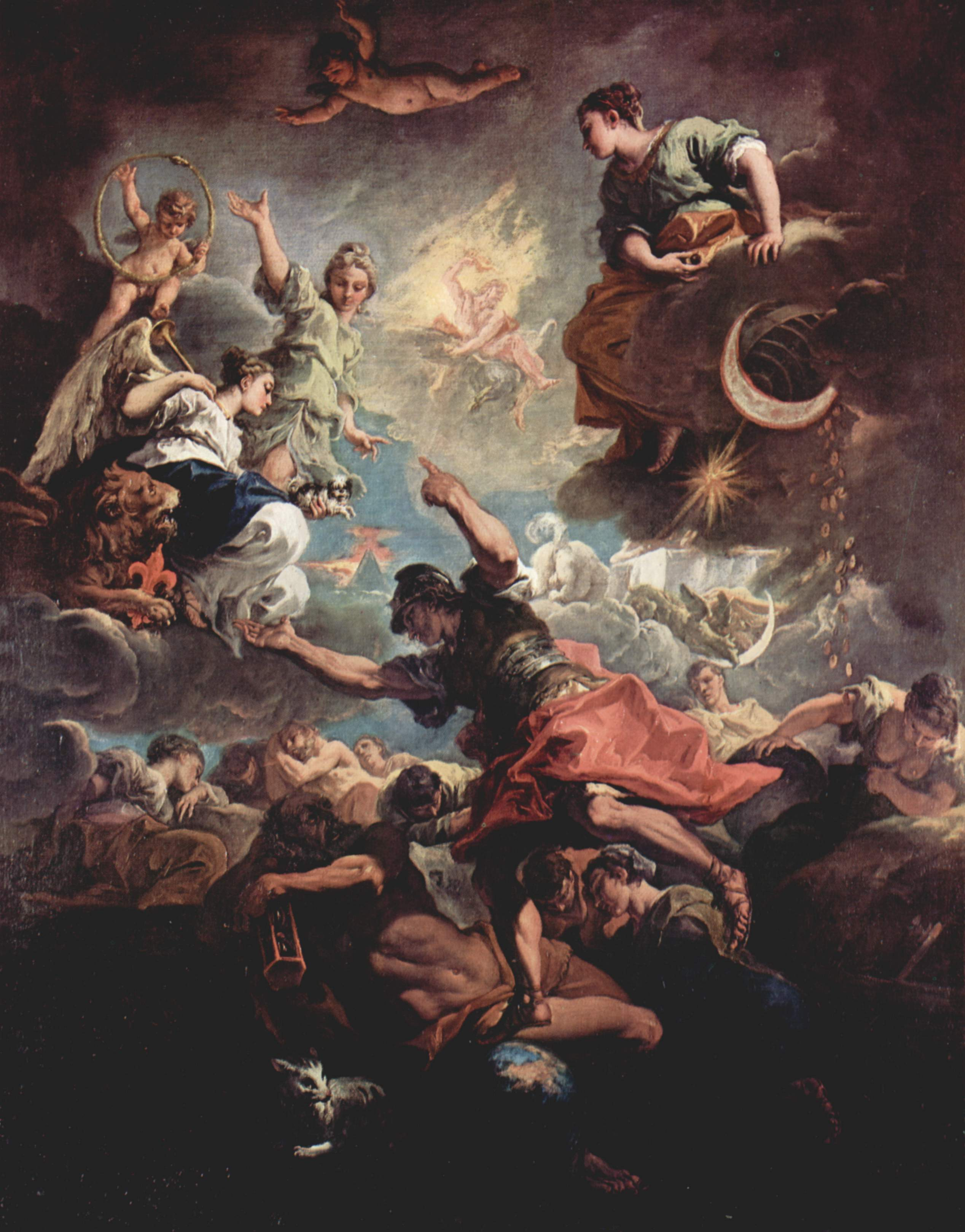
Sebastiano Ricci, Allegoria della Toscana, 1706

I Presidenti del consiglio di Reggenza, nominati dal granduca, non furono all'altezza della situazione e si rivelarono uomini rapaci e senza scrupoli (de Craon, Richecourt) che impoverirono ulteriormente le già esauste casse statali e favorivano la nuova classe dirigente lorenese che spesso provvedeva allo sfruttamento indiscriminato.
Il proliferare di nuove tasse e il dare in appalto, a far data dal 1741, a privati avventurieri francesi tutti i principali servizi pubblici (dogane, gabelle, poste, zecca, magona, ecc.) senza alcun obbligo di rendiconto, rese il governo reggente inviso alla popolazione toscana, spesso sostenuta da parte dell'antica nobiltà che non aveva gradito l'arrivo di un sovrano straniero.
L'amministrazione centrale era costituita da varie Segreterie (ministeri) che dipendevano giuridicamente dalla Signoria del Consiglio dei Dugento (organo esecutivo della Reggenza), mentre l'antico Senato fiorentino composto da 48 membri era ormai quasi completamente esautorato.
Con il nuovo granduca Pietro Leopoldo il potere sovrano ritorna direttamente a Firenze. Riformatore illuminato il principe, coadiuvato da ministri dalla mentalità moderna e aperta, procede a riformare le istituzioni dello Stato, eliminando gli organi ormai desueti e inutili e sostituendoli con uffici più moderni e aderenti alla realtà. Il primo intervento viene fatto verso le antiche magistrature fiorentine, provvedendo alla loro riorganizzazione o abolizione.
Tra le sedici magistrature civili della città di Firenze, sono abolite o riformate: Commissari dei quartieri, Capitani delle quattro compagnie del Popolo e i relativi Gonfalonieri di compagnia, il Maggior Generale Sergente delle Milizie a capo della Milizia cittadina, Proconsole delle Arti, Cinque Uffiziali Magistrati del Tribunale di Mercatanzia, Consiglio delle Sette Arti Maggiori e relativi Gonfalonieri, Consiglio delle quattordici Arti Minori e relativi Gonfalonieri, Banchi delle Corporazioni.
Le Segreterie all'avvento di Pietro Leopoldo erano coordinate dalla Superiore Direzione degli Affari dello Stato ed erano quella:
- di Stato: gestione degli affari interni
- delle Finanze: erario statale e regie rendite (Regia Depositerìa)
- del Regio Diritto: interpretazione e applicazione del diritto statale
- di Sanità: tutela della salute pubblica
- Scrittoio delle Fabbriche: opere pubbliche
- Scrittoio delle Possessioni: amministrazione delle proprietà granducali
- dei Dieci Commissari di Guerra: abolita nel 1769 e ricostituito come dicastero unitario (1770)
- degli Studi: istruzione, scuole e Università
- del Buon Governo
- degli Affari esteri (1770)
- dell'Interno (1770)

In ossequio al particolarismo giuridico-amministrativo, inoltre, per il ducato di Siena vi erano proprie istituzioni.
Con la riforma del 16 marzo 1848 la Superiore Direzione degli Affari dello Stato fu ripartita in 5 ministeri poi divenuti 7. Alla vigilia della caduta dei Lorena, il governo era organizzato con i seguenti ministeri:
- Affari Esteri: rapporti internazionali e gestisce anche l'ufficio Passaporti e visti
- Interno: dal 1852 assorbe la sezione di Pubblica Beneficenza ed è organizzato in tre sezioni (Amministrazione e Ordini cavallereschi, Polizia amministrativa e sanitaria, Pubblica Beneficenza); vi fa parte anche una sezione relativa ai Municipi
- Giustizia e Grazia
- Guerra
- Finanze, Commercio e Lavori Pubblici: suddiviso in due sezioni (affari amministrativi e contabili della Corte dei conti, censimento, registro, poste, banche, reali possessioni, bonifiche, regia avvocatura, archivio di stato e quella degli affari generali delle dogane, marina mercantile, zecca, lavori pubblici, ferrovie, telegrafi ecc.)
- Pubblica Istruzione: a cui dipendeva fino al 1853 la sezione di Pubblica Beneficenza
- Affari Ecclesiastici (sezione ecclesiastica e quella di stato civile e statistica generale).

Vi era inoltre il Consiglio di Stato che andò progressivamente a sostituire il Consiglio privato del Principe con specifiche competenze amministrative e di giustizia.
Con la Legge di riforma del 22 luglio 1852 fu diviso in tre sezioni (Giustizia e Grazia, Interno, Finanze). Come Consulta del Principe dava pareri negli affari a lui sottoposti (di sua volontà, su richiesta ministeriale, nei casi di legge); come Tribunale Supremo del contenzioso amministrativo era giudice inappellabile di supremo grado (ricorsi della Corte dei conti, delle Prefetture compartimentali, ricorsi dei Consigli di Prefettura in materia di appalti pubblici, sulle vertenze per le affrancazioni dell'ex principato di Piombino, sulle vertenze delle bonifiche e corsi d'acqua della Maremma pisana, sulla tassa delle macellazioni).
L'amministrazione locale gestiva le varie comunità toscane con rappresentanti del governo centrale fiorentino per i centri più importanti (governatori e capitani) e dai magistrati delle comunità che variavano per ogni centro in base alle tradizioni storiche delle proprie istituzioni. Infatti ogni città e centro toscano, anche dopo la conquista fiorentina, aveva generalmente mantenuto le proprie magistrature, usi e organizzazioni. Ricorrenti, nelle varie comunità, erano tuttavia il Consiglio degli Anziani e il Gonfaloniere togato, avente poteri analoghi a quelli degli odierni sindaci.
Il governo era perifericamente rappresentato dai vari Governatori, Capitani, Vicari e podestà che esercitavano anche attività giurisdizionali, sanitarie, di polizia. La figura del Commissario regio aveva funzioni straordinarie e temporanee per particolari situazioni con l'accentramento di tutti i poteri statali a livello locale (legislazione, sanità, polizia).
Al fine di uniformare le datazioni degli atti ufficiali con gran parte delle altre potenze europee, nel 1750 il calendario toscano fu riformato. Fino a tale data si faceva infatti uso del cosiddetto "stile fiorentino" per il quale la datazione andava dal 25 marzo "ab incarnatione", primo giorno dell'anno toscano, variando così il computo degli anni rispetto al calendario gregoriano.

## Confini e ripartizione amministrativa

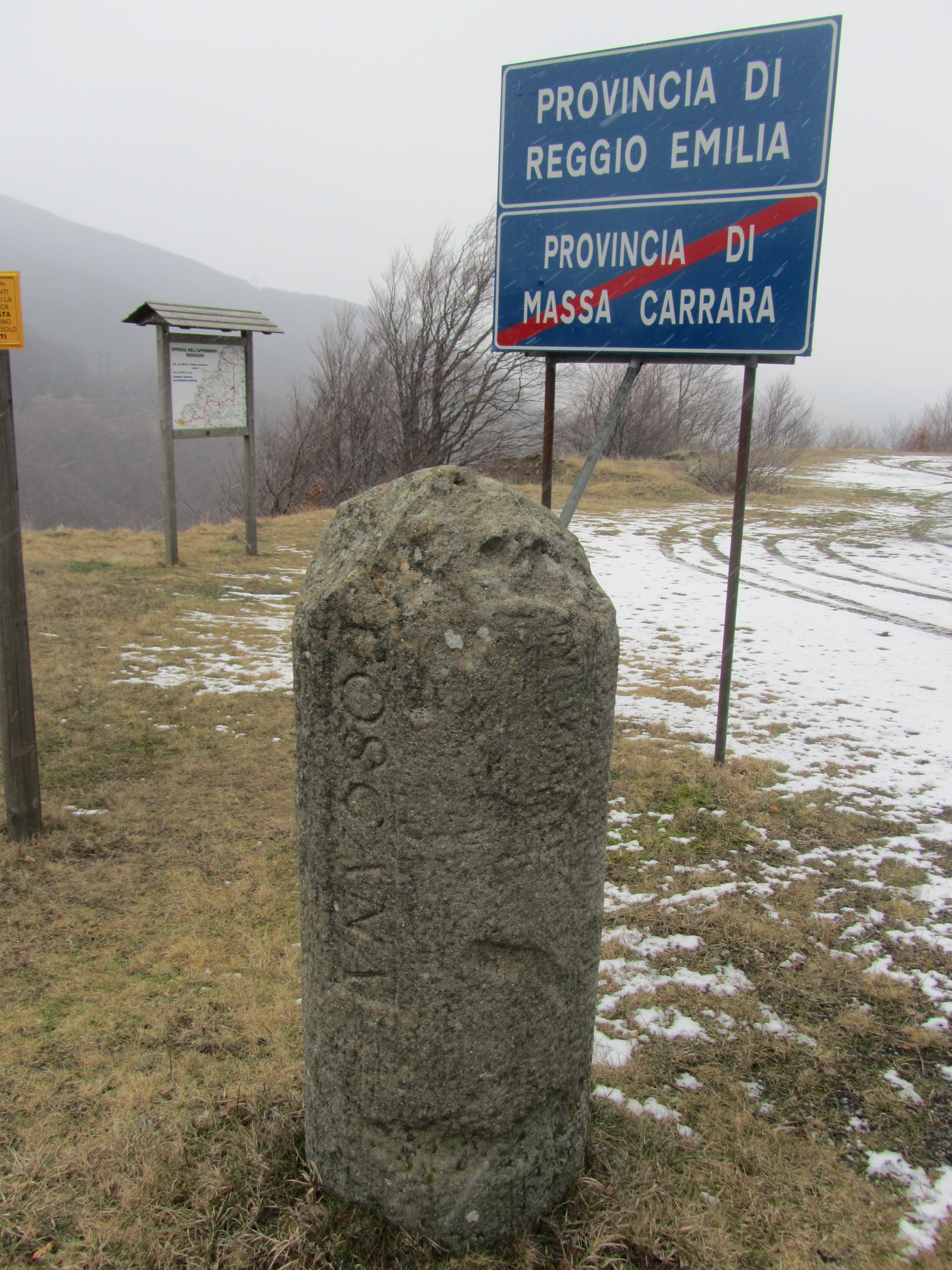
Cippo di confine tra il Granducato di Toscana e il Ducato di Parma e Piacenza presso Miscoso. Nel 1847 il confine tra i due stati scomparve e il territorio venne annesso al Ducato di Modena e Reggio.

La Toscana granducale aveva i confini diversi da quelli regionali attuali, anche se al momento dell'Unità d'Italia nel 1859 erano ormai assai simili, cioè seguendo indicativamente quelli naturali.
Nel periodo pre-napoleonico, a nord c'erano le due exclave della Lunigiana con Pontremoli e Fivizzano e la piccola porzione di Albiano Magra e Caprigliola nella val di Magra, separate dal resto della Toscana dal Ducato di Massa e dalla Garfagnana estense. Sulla costa versiliese si trovava l'exclave di Pietrasanta (con Seravezza), e, nella valle del Serchio, il piccolo distretto di Barga. Il corpo principale del granducato abbracciava grosso modo l'intera regione. Ne era esclusa la provincia attuale di Lucca, che allora costituiva una repubblica e poi dal 1815 un ducato indipendente (eccetto la Garfagnana che era sotto il dominio estense), il ducato di Massa e Carrara, e a sud il principato di Piombino con l'isola d'Elba e lo Stato dei Presidi. A est lo Stato toscano abbracciava anche i territori appenninici del versante romagnolo (Romagna granducale) fin quasi alle porte di Forlì, comprendendo i centri di Terra del Sole, Castrocaro, Bagno di Romagna, Dovadola, Galeata, Modigliana, Portico e San Benedetto, Premilcuore, Rocca San Casciano, Santa Sofia, Sorbano, Tredozio, Verghereto, Firenzuola, Marradi, in gran parte sottratti nel 1923. Sul Marecchia comprendeva l'enclave di Santa Sofia Marecchia e quella di Cicognaia, oggi Ca' Raffaello. Rimanevano esclusi i feudi imperiali di Vernio, di Santa Maria Tiberina e del Marchesato di Sorbello, rispettivamente contea dei Bardi e marchesati dei Bourbon del Monte fino alle soppressioni napoleoniche e alla conseguente annessione toscana.
Sulla base dei deliberati del congresso di Vienna, nel 1815, furono ceduti alla duchessa di Massa Maria Beatrice d'Este (e da questa quasi subito al ducato di Modena) gli ex feudi imperiali della Lunigiana, mentre il principato di Piombino e lo Stato dei Presidi furono annessi dal Granducato. Dal 1847, in applicazione del trattato di Firenze del 1844 fu acquisito il Ducato di Lucca, con l'eccezione delle sue exclave disseminate nell'alta Toscana, le quali passarono invece al Ducato di Modena, insieme alle exclave lunigianesi del Granducato che furono spartite con il Ducato di Parma e Piacenza.

### Origini
Lo Stato toscano, unificato dai Medici, era suddiviso amministrativamente in Ducato vecchio o "fiorentino", Ducato nuovo o "senese" e la provincia pisana come parte integrante del ducato vecchio. Il ducato nuovo, annesso con la caduta dell'antica repubblica di Siena, aveva proprie magistrature e proprie istituzioni, in una sorta di unione personale del granduca con quello fiorentino.
Questo stato di cose rimase sostanzialmente immutato fino alla seconda metà del XVIII secolo con la nuova dinastia lorenese. Il Granducato così, fino alle riforme amministrative del granduca Pietro Leopoldo, era ripartito in:
- Stato fiorentino (Ducato Vecchio) con capitale Firenze (centro politico di tutto il Granducato). Questo era distinto in contado fiorentino (la campagna circostante la città), e suddiviso e amministrato nel quartiere di San Giovanni con il vicariato di Pontassieve e Rignano da cui dipendevano varie podesterie, il quartiere di Santa Croce con i vicariati di S. Giovanni in Valdarno e di Radda da cui dipendevano varie podesterie, il quartiere di Santa Maria Novella con il capitanato di Prato e il vicariato di Scarperia e numerose podesterie, il quartiere di Santo Spirito con il capitanato di San Miniato al Tedesco, il vicariato di Certaldo e alcune podesterie.

Molti dei comunelli della campagna, che raggruppavano le piccole comunità, erano spesso aggregati in leghe rurali. Molte di queste avevano origini antichissime e gestivano gli interessi comuni che rappresentavano. Tra le più note si ricordano:
- lega della Valdambra (Badia Agnano, Migliari, Montozzi, San Pancrazio, Pergine Valdarno) dipendente dalla podesteria di Bucine;
- lega del Chianti (composta dai terzieri di Radda, Greve e Castellina in Chianti);
- lega d'Avane (Cavriglia, San Donato, Lucolena, Castelnuovo, Montegonzi);
- lega del Galluzzo (Galluzzo, Impruneta);
- lega di Cintoia
- lega di Vaglia
- lega di Sesto Fiorentino
- lega di Val di Greve
- lega di Tagliaferro (San Piero a Sieve).

Vi era poi il vasto distretto fiorentino che, pur non facente parte della campagna di Firenze, godeva di alcune prerogative ed esenzioni fiscali concesse dalla "Dominante", come era soprannominata la capitale. Il distretto era ripartito nei contadi di Pistoia (Cortine delle porte Carratica, Lucchese, al Borgo, San Marco), cui faceva capo il capitanato omonimo con i vicariati di San Marcello e Cutigliano, Pescia, Montecarlo e varie podesterie. Ne facevano parte anche il Casentino con il vicariato di Poppi da cui dipendevano varie podesterie, la Romagna toscana con i capitanati di Castrocaro e Terra del Sole, Portico e San Benedetto in Alpe, Palazzuolo e Marradi, Rocca San Casciano e i vicariati di Sorbano, Firenzuola e Montagna fiorentina, Verghereto, Bagno di Romagna e Val di Sarnio, dai quali dipendevano le podesterie di Galeata, Modigliana, Dovadola, Tredozio, Premilcuore e infine il contado della Val di Chiana costituito dal capitanato di Arezzo con i vicariati di Pieve Santo Stefano e di Monte San Savino e alcune podesterie, il capitanato di Sansepolcro con i vicariati di Sestino e Massa Trabaria, Badia Tedalda, il capitanato di Montepulciano con il vicariato di Anghiari e il capitanato di Cortona con i vicariati di Valiano e di Monterchi.
Facevano parte del distretto fiorentino anche varie exclaves territoriali: il capitanato di Livorno e del Porto con la podesteria di Crespina, il capitanato dipendente da Livorno di Portoferraio nell'Elba, il capitanato della Versilia con Pietrasanta e le podesterie di Seravezza e di Stazzema, il capitanato di Pontremoli e il capitanato di Bagnone, Castiglione e del Terziere in Lunigiana con il vicariato di Fivizzano, Albiano e Caprigliola e varie podesterie (poi uniti nel governatorato della Lunigiana, il vicariato di Barga con il suo distretto (Barghigiano), il vicariato di San Gimignano con la podesteria di Colle Valdelsa. Infine il feudo allodiale mediceo di Santa Sofia di Marecchia, concesso ai milanesi Colloredo.
Parte integrante dello Stato fiorentino, ma esclusa dai privilegi concessi al distretto, era la Provincia pisana, cioè il territorio già appartenuto all'antica repubblica di Pisa al momento della sua annessione: capitanato di Pisa con i vicariati di Vicopisano e di Lari da cui dipendevano numerose podesterie, i capitanati di Volterra, di Bibbona, di Campiglia, di Castiglione della Pescaia da cui dipendevano varie podesterie, e il capitanato del Giglio con sede nel castello dell'isola.
- Lo Stato senese o nuovo, amministrativamente indipendente da quello fiorentino, faceva capo a Siena e al suo contado suddiviso nelle masse dei terzi di Città, di Camollia (fino al 1777), di San Martino; da questo dipendevano il capitanato di Grosseto e Scansano, i vicariati di Montalcino, Lucignano, Pienza, Manciano e Montemerano, Pitigliano, l'antica contea di Santa Fiora, Radicofani, Arcidosso, Massa di Maremma, Sorano e Sovana, Chiusi con molte podesterie dipendenti.

I maggiori centri dello Stato erano distinti in città, terre e borghi. Tra le città si ricordano:
- Firenze, capitale dello Stato detta "La Dominante" che continua a godere di privilegi ed esenzioni fiscali; alla metà del XVIII secolo aveva circa 73 950 abitanti, ponendosi come ottava città italiana per sviluppo demografico, seguendo Napoli, Palermo, Venezia, Milano, Roma, Torino, Genova.
- Pisa, capoluogo della Provincia Pisana e principale centro universitario dello Stato; verso il 1750 ha circa 9 000 abitanti e la città è in netta decadenza economica.
- Siena, capoluogo dello Stato Senese, dalla sua conquista medicea è oppressa da leggi e vincoli economici e fiscali pur mantenendo un proprio governo e proprie magistrature cittadine; a metà del XVIII secolo ha circa 18 000 abitanti.
- Livorno, città dal 1606 è il maggior porto dello Stato ed è un centro cosmopolita caratterizzato da un vivace sviluppo demografico, economico e culturale; verso il 1750 ha circa 41 000 abitanti ed è la seconda città toscana e dodicesima italiana per sviluppo demografico dopo Firenze, Bologna, Catania e Messina.
- Pistoia, sotto i Lorena ritrova un notevole sviluppo economico per la produzione di lana, seta e ferriere.
- Prato, in concorrenza con la vicina Pistoia per la produzione di lana e panni, diviene città nel 1653 ed è famosa sin dal Medioevo per la sua Fiera annuale di settembre.
- Arezzo, è il principale centro agricolo e politico della Toscana orientale e della Val di Chiana in corso di bonifica.
- Cortona, antichissima città etrusca e principale centro della Val di Chiana è nota come centro culturale archeologico; nel 1799 capeggia con Arezzo la rivolta delle popolazioni contro i Francesi ("Viva Maria").
- Borgo San Sepolcro, è un importante centro della valle tiberina toscana, noto per la sua vita economica e la produzione di merletti.
- San Gimignano, cittadina fortificata ha perso ogni importanza dopo le guerre regionali e subisce un grave crisi economica provocata anche dall'assenza di strade carrozzabili praticabili, decadendo al grado di castello.
- San Miniato al Tedesco, città dal 1612, domina la strada maestra del medio Valdarno che da Firenze conduce a Pisa e al mare; ha un certo rilievo culturale e qui vi ha origine la famiglia dei Buonaparte.
- Pietrasanta insignita da Leopoldo II nel 1841 del titolo di città nobile è da sempre territorio toscano, disputata dai lucchesi dai pisani e dai fiorentini fin dalla sua nascita diviene stabilmente fiorentina nel 1513 grazie lodo di Papa Leone X, prima sotto la Repubblica Fiorentina e infine sotto il Granducato. Possiede notevoli monumenti risalenti a tale fiorente periodo.
- Volterra, antichissima città, è possente fortezza e nota per la produzione dell'allume e dell'alabastro.
- Montalcino, centro della Valdorcia, fu l'ultima roccaforte senese a resistere ai Medici.
- Montepulciano, domina parte della Val di Chiana e ha perso di importanza dopo lo smantellamento della sua fortezza.
- Colle di Val d'Elsa, centro agricolo della Val d'Elsa e centro amministrativo della zona al confine amministrativo con lo Stato senese.
- Pescia, città dal 1699, è strategicamente importante essendo sul confine lucchese.
- Portoferraio, acquistata nel 1559, diviene città nel 1637 ed è, dopo Livorno, la piazzaforte più munita dello Stato e base navale dal 1751 di quello che resta della flotta militare toscana.
- Grosseto, capoluogo della Maremma senese, è in piena decadenza economica e demografica, anche a causa della malaria che minaccia tutta la zona, tanto che in estate rimane praticamente spopolata trasferendosi a Scansano perfino gli organi amministrativi (estatatura); nel 1750 ha circa 1 500 abitanti.
- Massa di Maremma, altra città della zona in netta decadenza; verso il 1750 ha circa 600 abitanti.
- Pontremoli è annessa nel 1650 e diviene città nel 1778; è capoluogo della Lunigiana granducale e progressivamente ha una buona vita culturale ed economica, essendo sulla direttrice commerciale per la Lombardia.

Dopo le riforme leopoldine, che crearono la Provincia senese inferiore con Grosseto (1766; capitanati di Grosseto, Massa Marittima, Sovana, Arcidosso e le podesterie di Scansano, Giglio, Castiglione della Pescaia, Pitigliano, Sorano, Santa Fiora, San Giovanni delle Contee, Castell'Ottieri) e istituirono le comunità (1774), e superata la suddivisione napoleonica nei tre Dipartimenti d'Arno (Firenze), Ombrone (Siena), Mediterraneo (Livorno) ognuno suddiviso in prefetture, con la restaurazione si ricreò in parte l'antica organizzazione amministrativa.

### Periodo post-napoleonico
Intorno al 1820 lo Stato toscano era diviso amministrativamente nelle tre Province di Firenze, Pisa, Siena, con quattro governatorati (Firenze, Livorno, Pisa, Siena), sei commissariati regi (Arezzo, Pistoia, Pescia, Prato, Volterra, Grosseto), trentasei vicariati nella provincia fiorentina, cinque in quella pisana, sette in quella senese e nove in quella grossetana con un centinaio di podesterie.
A) Provincia Fiorentina (Campagna, Montagna, Romagna, Lunigiana, Valdarno, Versilia, Porto)
- Governo di Firenze: vicariati di Pontassieve, San Giovanni Valdarno, Radda e Chianti, Scarperia e Mugello, Firenzuola, Fucecchio, San Miniato, Empoli, Certaldo, Colle Valdelsa, Barga, Pietrasanta, Bagno di Romagna, Rocca San Casciano, Modigliana, Marradi, Pontremoli, Fivizzano, Bagnone;
  - Commissariato di Arezzo e Val di Chiana: vicariati di Monte San Savino, Montepulciano, Cortona, Castiglion Fiorentino, Valiano, Anghiari;
  - Commissariato di Pistoia: vicariato di San Marcello e Cutigliano;
  - Commissariato di Pescia: podesterie di Borgo a Buggiano, Montecarlo;
  - Commissariato di Prato: podesteria di Carmignano;

B) Provincia Pisana (Campagna, Volterrano, Maremma, Principato di Piombino)
- Governo di Pisa: vicariati di Vicopisano, Lari e, più tardi, Pontedera,
- Governo di Livorno e Porto: vicegoverno di Portoferraio;
  - Commissariato di Volterra: vicariati di Campiglia, Piombino; podesterie di San Giuliano, Vicchio, Palaia, Peccioli, Pomarance, Rosignano, Castagneto, Monteverdi;

C) Provincia Senese (Interna, Maremmana)
- Governo di Siena: vicariati di Casole, Pienza, Radicofani, Asinalunga (Sinalunga), Montalcino, Abbadia San Salvatore, Chiusi; podesterie di Radicondoli, Chiusdino, Sovicille, Torrita, San Quirico, San Casciano dei agni, Piancastagnaio, Asciano, Rapolano, Murlo, Castelnuovo della Berardenga, Monticiano, Montieri, Buonconvento, Sarteano, Chianciano, Cetona;
  - Commissariato di Grosseto: vicariati di Scansano, Massa di Maremma, Pitigliano, Orbetello, Arcidosso, Castiglione della Pescaia, Manciano: podesterie di Monticello, Roccastrada, Campagnatico, Gavorrano, Monterotondo, Sorano, San Giovanni d'Asso, Magliano, Montiano, Giglio Castello, Castel del Piano, Cinigiano, Santa Fiora, Roccalbegna, Montepescali, Capalbio.

### Compartimenti del 1848

Compartimenti e Governi del Granducato di Toscana, così come istituiti nel 1848.

Una sostanziale riforma amministrativa del territorio si ebbe con il regio decreto del 9 marzo 1848, che istituì sette compartimenti (Compartimento di Firenze, Compartimento di Pistoia, Compartimento di Lucca, Compartimento di Pisa, Compartimento di Arezzo, Compartimento di Siena, Compartimento di Grosseto) e due governi (Governo di Livorno, Governo dell'Isola d'Elba). Alle precedenti province, divenute prefetture, furono aggiunte Lucca e l'Isola d'Elba, quest'ultima dipendente da Livorno che aveva un governatore civile e militare. Le prefetture erano suddivise in circondari, a loro volta suddivisi in delegazioni di prima, seconda e terza classe.
Nel 1850 furono istituite alcune sottoprefetture: Pistoia, San Miniato, Rocca San Casciano, Volterra, Montepulciano, Portoferraio, mentre rimasero delegazioni di governo di prima classe solo quelle di Firenze (quartieri di San Giovanni, Santa Croce, Santo Spirito, Santa Maria Novella) e di Livorno (terzieri del Porto, San Marco, San Leopoldo). Tale situazione rimarrà sostanzialmente immutata fino alla sua abolizione con la Legge del 20 marzo 1865 del nuovo Regno d'Italia.

## Feudi e proprietà terriere granducali
Come ogni stato costituitosi nell'Ancien Régime anche la Toscana con la signoria granducale medicea aveva sviluppato la propria feudalità. Lo Stato toscano, pur formalmente feudo immediato dell'impero, aveva la possibilità per mezzo dei propri granduchi di esercitare quella podestà feudale tipica dei sovrani del tempo.
A partire dal XVII secolo, con Ferdinando I si cominciarono a concedere i primi feudi a famiglie che si erano dimostrate particolarmente vicine alla casa medicea, assicurandosene la fedeltà con la concessione di vaste terre in forma di vassallaggio feudale.
Tra i primi feudi concessi vi fu la contea di Santa Fiora, presso il Monte Amiata; contea sovrana di un ramo degli Sforza (poi Sforza Cesarini) che aveva ceduto i propri poteri sovrani al granduca, il quale la restituì alla famiglia sotto forma di feudo granducale. A partire dalla fine degli anni venti del XVII secolo tali concessioni divennero sempre più numerose e frequenti. Tale situazione rimase pressoché immutata fino alla legge sull'abolizione dei feudi, promulgata dalla Reggenza toscana nel 1749 cui seguì la promulgazione della Legge del 1º ottobre 1750 che disciplinò le regole della nobiltà toscana. Di fatto, tuttavia, molti feudi continuarono a sopravvivere fino quasi alla fine del regno di Pietro Leopoldo. I feudi erano distinti in marchesati e contee ed erano classificati in feudi granducali (di nomina granducale), misti (di origine imperiale o pontificia), autonomi (in accomandigia).
Tra i marchesati si ricordano:
- del Barone (Montemurlo): Tempi, dal 10.12.1714, dal 1770 ai Marzi Medici
- di Bellavista (Buggiano): Feroni, dal 1696
- del Bùcine: Vitelli, dal 9.06.1646-1778
- del Calcione (Lucignano): Lotteringhi della Stufa, 1632-1750
- Campiglia in Val d'Orcia: Guicciardini, dal 28.01.1635 al 1650
- Capolona: Vitelli, 1645-1749
- Capraia e Castellina di Greti: Frescobaldi, 5.06.1741 al 1776
- della Castellina Marittima, tenuta del Terriccio e Val di Perga: de' Medici di Ottajano, ramo collaterale dei granduchi, dal 17.03.1628 al 1770
- Castelnuovo di Val di Cecina: Albizi, dall'8.12.1639 al 1776
- Castiglion Fibocchi e S. Giustino: del Borro, dal 10.10.1644 al 1749
- Castiglion Fiorentino: Bourbon del Monte, 1664-1749
- Castiglioncello del Trinoro e Sarteano: Cennini dal 1617 al 1770
- Cecina, Bibbona, Riparbella, Guardistallo, Casale Marittimo: Carlo Ginori, 1738-1755
- Cetona: Vitelli, dal 1559 al 1770
- Chianni, Rivalto, Montevaso e Mela: Riccardi, 16.4.1629 al 1749
- Groppoli in Lunigiana, ai Brignole-Sale, 4.07.1592-1774
- Lajatico e Orciatico: Corsini, dal 10.07.1644 al 1749
- Loro Ciuffenna: Capponi, 1646-1654
- Magliano, Pereta, Monteano: Bentivoglio d'Aragona di Padova, dal 14.8.1559 e di nuovo dal 24.05.1661 al 1776
- Montefollonico e Torrita: conti Coppoli di Perugia, dal 1618 al 1749
- Montegiovi: Bartolomei-Bardi dal 1667
- Montemassi: Malaspina di Mulazzo dal 1632 al 1770, poi a Domenico Cambiaso di Genova fino al 1776
- Montenero Val d'Orcia: Bartolomei dal 1623
- Montepescali: Guadagni dal 1695-1722, Federighi 1722 poi alla Corona
- Montescudaio, Casaglia: Ridolfi, dal 10.05.1648 al 1727 e dal 13.09.1735 al 1778
- Monteverdi Marittimo e Canneto: Incontri, dal 7.12.1665 al 1749
- Montevitozzo (Sorano): marchesi Barbolani di Montauto, dal 10.02.1635 al 1784
- Monticiano: Pannocchieschi d'Elci di Travale dal 1629-1770
- Montieri e Boccheggiano: duchi Salviati dal 1621-1749
- Orciano Pisano: degli Obizzi di Padova, dal 19.04.1630 al 1783
- Paganico e Monteverdi: Patrizi dal 1630
- Piancastagnaio: Bourbon del Monte di S. Maria, 1631
- Ponsacco e Camugliano: Niccolini, dal 23.10.1637 al 1776
- Porrona: signoria dei Piccolomini
- Rassina: Nerli, 1671
- Rigomagno: Ottieri dal 2.06.1616-1789
- Roccalbegna: Bichi-Ruspoli di Reschio 1646-1751
- Roccatederighi e Montemassi: Malaspina di Mulazzo dal 29.10.1616-07.04.1770, poi a Giovanni Cambiaso fino al 1776
- San Lorino o S. Leolino (Londa): Guadagni, dal 26.07.1645 al 1749
- San Martino sul Fiora: Bourbon del Monte Santa Maria, 1650-1749
- San Quirico d'Orcia e Bagno Vignoni: Chigi-Zondadari dal 06.09.1667-1794
- San Savino: Orsini
- San Vincenzo: Serristori
- Sarteano: Fanelli, 1617-1770
- Saturnia: Ximenes d'Aragona, dal 3.10.1593 al 1794
- Terrarossa: Malaspina di Filattiera, acquistato nel 1618, in feudo dal 20.12.1628-1787
- Treschietto e Vico: Malaspina di Filattiera, 1698-1761

Le contee erano:
- Alberese: principi Corsini dal 1760
- Bellavista e Calboli: Paolucci
- Castagneto Carducci e Bolgheri: della Gherardesca, fino al 1749 e dal 17.04.1776
- Castell'Azzara: Baschi
- Cavriglia: signoria dei baroni Ricasoli Firidolfi
- Cesa: Mensa vescovile di Arezzo (feudo ecclesiastico dall'XI secolo)
- Chianciano e Sarteano: Cennini
- Chitignano: Ubertini, contea imperiale
- Elci: Pannocchieschi di Travale
- Ermo Vivo: Cervini 1707-1749
- Lorenzana, Coll'Alberti e Tremoleto: Lorenzi dal 7.05.1722 al 1783, poi ai Giuli
- Magliano: marchesi Bentivoglio d'Aragona, dal 14.08.1559 al 1776
- Moggiona e Badia Prataglia: abati di Camaldoli (feudo ecclesiastico)
- Magnale: abati di Vallombrosa (feudo ecclesiastico)
- Montegiovi: Bourbon del Monte
- Montepescali: Federighi fino al 1776
- Monte San Savino: Orsini, 1604-1744
- Monticiano: Pannocchieschi d'Elci di Travale fino al 1770
- Montieri e Boccheggiano: marchesi Salviati
- Paganico e Monteverdi: marchesi Patrizi dal 1630
- Piancastagnaio: marchesi Bourbon del Monte Santa Maria, dal 20.11.1601
- Rignano sull'Arno: Paoli
- Santa Fiora e Scansano: Sforza Cesarini, 1601
- Santa Sofia: Colloredo-Mels di Milano, 23.09.1615-1794
- della Sassetta: Ramirez de Montalvo, dal 19.10.1563
- Stale: abati benedettini di S. Lucia, fino al 19.08.1771 (feudo ecclesiastico)
- Turicchi (Pontassieve): Mensa vescovile di Fiesole (feudo ecclesiastico dall'XI secolo)
- Urbech (Foreste casentinesi, Stia): Mazzoni Guidi fino al 1747, marchese Carlo Ginori dal 1756 e poi suo figlio fino al 1778

Altri feudi vassalli con autonomia:
- contea di Pitigliano (1613): Orsini
- contea di Castell'Ottieri, San Giovanni delle Contee e Montorio (1616): Ottieri conti di Rigomagno e dal 1789 agli Orsini
- marchesato di Monte Santa Maria (1424): Bourbon del Monte
- contea di Montauto: Barbolani di Montauto
- contea di Chitignano: Ubertini
- Marchesato di Sorbello (1416): Bourbon del Monte del Castello di Sorbello.

Vi erano inoltre alcuni feudi imperiali che, seppure sovrani e autonomi, erano posti sotto il protettorato toscano (accomandigia). Erano questi molti dei marchesati della Lunigiana (Mulazzo, Groppoli, Tresana, Olivola, ecc.) e le contee di Vernio e di Santa Maria in Val Tiberina.
Anche la famiglia sovrana aveva molte proprietà immobiliari e vaste estensioni fondiarie. In particolare in forma di tenute e fattorie. Con le bonifiche delle campagne vasti appezzamenti di terreno passarono alla Corona e all'Ordine di Santo Stefano; è il caso delle varie fattorie granducali della Val di Chiana e della Val di Nievole. Con la politica di economia attuata dai Lorena, molte di queste proprietà, di fatto da tempo trascurate ed abbandonate, vennero alienate a privati. Anche le numerose ville medicee e le bandite di caccia furono in parte vendute o liberate dal vincolo della caccia anche con specifiche leggi dello Stato come quella del 13 luglio 1772. Di seguito alcune proprietà terriere granducali:
- Reali Fattorie
  - Abbadia in Val di Chiana, 19 poderi
  - Acquaviva già di Paglieti a Montepulciano, 18 poderi
  - Alberese presso la foce dell'Ombrone
  - Altopascio, 40 poderi, venduta nel 1783
  - Antignano presso Livorno
  - Artimino presso Poggio a Caiano, venduta nel 1792
  - del Bastardo in Val di Chiana, 18 poderi
  - Bettolle presso Sinalunga
  - Caldana presso Siena
  - Campiglia in Val di Cornia
  - Casabianca presso Murlo
  - Casabianca presso Pisa
  - Cascine di Bientina
  - Castel Martini a Larciano, venduto nel 1776
  - Castellottieri in Maremma
  - Castiglione della Pescaia in Maremma
  - Collecchio a Magliano in Maremma
  - Chianacce, 10 poderi in Val di Chiana
  - Collesalvetti presso Livorno
  - Doganelle presso Giuncarico
  - Dolciano, 17 poderi presso Chiusi
  - Empoli lungo le rive dell'Arno
  - Frassineto, 21 poderi in Val di Chiana
  - Ginestre a Carmignano
  - presso Massa Marittima
  - Montefalcone sulle Cerbaie
  - Montevarchi, 19 poderi lungo il corso dell'Arno e una porzione a Valercole presso Gaville
  - Nugola presso LIvorno, venduta nel 1783
  - Piànora presso S. Maria a Monte
  - Ponte a Cappiano, 27 poderi presso Fucecchio, venduta nel 1788
  - Scansano in Maremma
  - San Donnino e San Moro presso Campi Bisenzio
  - Sorano in Maremma, venduta nel 1780
  - San Giovanni delle Contee in Maremma, venduta nel 1783
  - Santo Regolo presso Fauglia (Pisa), venduta nel 1804
  - Stabbia, 11 poderi in due parti separate presso Cerreto Guidi, venduta nel 1777
  - Il Terzo, 11 poderi presso Montevettolini
  - Vecchiano 900 ettari presso la foce del Serchio, venduta nel 1784
  - Vicopisano
- Tenute
  - Barchetto della Pineta, costituita verso il 1550 sul poggio (Poggio alla Malva) prospiciente l'Arno ad ovest di Signa e venduta nel 1775
  - Barco Reale sul Monte Albano, venduta con legge del 13 luglio 1772
  - Cascine di San Donnino a Firenze, venduta nel 1788
  - Cascine dell'Isola presso Fiesole
  - Cascine di Tavola presso Prato
  - Coltano e Castagnolo a nord di Livorno
  - Isola del Lago di Sesto o di Bientina
  - Marsiliana in Maremma, venduta nel 1783
  - Montauto in Maremma, venduta nel 1760
  - Panna presso Scarperia, venduta nel 1780, la bandita venduta il 13 luglio 1772
  - Piano di Morrano presso Pitigliano, venduta nel 1793
  - Pigelleto presso Piancastagnaio sull'Amiata
  - Poggio Imperiale presso Firenze
  - Pomonte a Scansano, venduta nel 1782
  - Salviano, Trègolo e Cala Mosca a Livorno
  - San Rossore presso Pisa
  - Suese a nord di Livorno, venduta nel 1780
  - Tombolo a nord di Livorno
- Bandite
  - Alamanni e Careggi (Firenze)
  - villa dell'Ambrogiana (Empoli)
  - villa di Appeggi (Firenze), venduta con legge del 13 luglio 1772
  - la Banditella a sud di Livorno
  - Batone, venduta il 13 luglio 1772
  - castello di Cafaggiolo, venduta il 13 luglio 1772
  - Capitanato vecchio di Livorno
  - Carlone, venduta il 13 luglio 1772
  - Castiglioncello e Rosignano a sud di Livorno
  - Cenaia
  - Cornacchia
  - Coroncina (Siena), venduta il 13 luglio 1772
  - Cascine di Firenze
  - Castelfiorentino, venduta il 13 luglio 1772
  - Castello a Firenze, venduta il 13 luglio 1772
  - Colli di Signa
  - Due Strade, venduta il 13 luglio 1772
  - Impruneta
  - Isolotto (Firenze)
  - Lavaiano
  - Malmantile (Montelupo)
  - Migliarino (Pisa)
  - Padule (Siena), venduta il 13 luglio 1772
  - Poggio Capponi
  - Ponsacco (Valdera)
  - Pratolino, venduta il 13 luglio 1772
  - Quercia Grossa (Siena), venduta il 13 luglio 1772
  - Stabbia (Poggibonsi), venduta il 13 luglio 1772
  - Stagno (Collesalvetti), venduta nel 1752
  - San Martino alla Palma (Firenze), venduta il 13 luglio 1772
  - Valtriano (Pisa)
  - la Vettola (Pisa)
  - Vinci, venduta il 13 luglio 1772

## Comunicazioni e trasporti

### Strade
La cattiva amministrazione del territorio degli ultimi Medici aveva generalmente reso inagibile la già insufficiente viabilità della Toscana, aggravata anche dal fenomeno del brigantaggio nelle zone più remote dello Stato come la Val di Chiana e la Maremma. Tracciate senza pianificazione, prive di regolamenti e di manutenzione, le strade toscane erano in stato di semi abbandono, risultando spesso dei semplici sentieri appena visibili per scomparire in pantani o nella polvere, interrotte da torrenti o guadi privi di segnalazioni. Specie nella stagione invernale divenivano in gran parte del tutto impraticabili per la pioggia. Con l'avvento dei Lorena si avvertì l'esigenza, già sotto la Reggenza, di potenziare e risarcire la rete viaria non solo per usi militari, ma anche e principalmente per sviluppare il commercio dei prodotti agricoli e delle derrate. La necessità di rendere le strade non più tratturi o sentieri per i trasporti di merci "con il basto a soma" ma anche a uso dei barrocci, carriaggi e diligenze, andò di pari passo con la liberalizzazione del commercio interno a cominciare da quello delle granaglie della Maremma senese. Occorreva ristrutturarne i tracciati, aprirne di nuovi, regolamentare il loro uso. Nel 1769 la competenza della loro manutenzione e controllo fu tolta ai "Capitani di Parte Guelfa" sottoposti al magistrato dei "Nove Conservatori" per passare con la riforma del 1776 alla cura delle comunità che venivano attraversate dalle strade regie postali.
Il primo regolamento organico per il servizio di posta dei corrieri, procaccia e vetturini risale al 1746, con il quale la figura professionale del procaccia fu l'unica abilitata a condurre le diligenze fuori città. Le strade erano classificate in base alla competenza amministrativa per la loro gestione: maestre o regie postali (di lunga comunicazione a cura del governo), comunitative (collegavano le varie città o paesi, a cura dei comuni), vicinali (tra varie proprietà, a cura dei proprietari che le usavano).
La loro tecnica costruttiva variava secondo le esigenze distinguendole in lastricate (solo per le vie delle grandi città), selciate (fatte con pezzi di macigno; erano le più conosciute), alla "rinfusa" con pietre a secco o con calcina per resistere all'erosione. In pianura invece erano semplicemente massicciate di terra battuta. Le strade maestre erano principalmente adibite al trasporto della posta e dei viaggiatori con le diligenze e come tali erano servite da luoghi di sosta per il cambio dei cavalli e il ristoro dei passeggeri con osterie e locande. Nel piano lorenese di recupero della rete stradale ovviamente i maggiori sforzi si orientarono verso le strade postali maestre.
Tra le principali strade maestre di età medicea poi divenute in età lorenese "Regie Maestre Postali" si ricordano:
- via Bolognese (oggi SS. 65): conduceva da Firenze, uscendo da Porta San Gallo (Firenze) a Bologna, attraverso il Passo della Futa; fu la via postale più antica tracciata nell'Appennino tosco-emiliano. Da mulattiera fu trasformata in carrozzabile con la costruzione del nuovo tratto osteria di Novoli-Pietramala e poi da Porta San Gallo oltre le Filigare fino al confine pontificio. I lavori durarono dal 1749 al 1752, mentre in territorio papale dal 1759 al 1764 a causa delle difficoltà nelle trattative tra i due governi per aprire una comunicazione più agevole e le frequenti proteste delle comunità di Scarperia e Firenzuola che si videro così tagliate fuori dalla direttrice commerciale. Nel tratto toscano furono aperte sei poste per il cambio dei cavalli: Fontebuona, Cafaggiolo, Montecarelli, Futa (sede di dogana), Covigliaio, Scaricalasino (oggi Monghidoro), la Posta di Filigare;
- via Romana (oggi SS. 2, Cassia): andava da Firenze (Porta Romana) fino a Siena (Porta Camollia) per uscire di nuovo da Porta Romana e correre fino a Radicofani, Ponte Centino sul torrente Evella ed entrare in territorio papale. Nel 1757 il reggente Antoniotto Botta-Adorno decise di ristrutturarla senza modificarne il tracciato; i lavori continuarono dal 1759 fino al 1763, finché nel 1783-90, furono costruiti i ponti in muratura sui vari fiumi e torrenti che attraversava (Ombrone, Orcia). Nei confini toscani furono aperte 15 poste per il cambio: Galluzzo, San Casciano, Tavarnelle, Poggibonsi, Staggia, Castiglioncello di Monteriggioni, Siena, Monteroni d'Arbia, Buonconvento, Torrenieri, La Poderina, Ricorsi, Le Conie, Radicofani, Torricella;
- via Aretina (oggi SS. 69 e 71): andava da Firenze (Porta La Croce, Pontassieve, Incisa, San Giovanni Valdarno, Figline Valdarno fino ad Arezzo, passava sotto Cortona (Camucia) ed entrava nei territori papali presso il lago Trasimeno. I primi lavori di ristrutturazione furono iniziati nel 1761 da Porta San Niccolò al borgo di Incisa, tagliando fuori l'antico tratto che partiva da Firenze uscendo da Porta San Nicolò per San Donato in Collina, Bagno a Ripoli, Incisa, per essere terminati sotto Pietro Leopoldo; aveva le poste di Pontassieve, Incisa, Figline, San Giovanni, Montevarchi, Lèvane, Ponticino, Arezzo, Puliciano, Castiglion Fiorentino, Camicìa, Terontola;
- via Pisana (oggi SS. 67): iniziava da Firenze (Porta San Frediano) per arrivare lungo il Valdarno inferiore alla Porta Fiorentina a Pisa. Da qui si diramava (Porta Santa Maria) per Pietrasanta a nord e a sud (Porta a Mare) per Livorno (Porta a Pisa). Diversi restauri con varianti di tracciato si ebbero negli anni 1754-1757 e poi nel 1771 al confine con la provincia pisana (ponte alla Cecinella) e alla macchia di Tombolo a nord di Livorno (1777). Furono costruiti anche numerosi ponti sui torrenti che attraversava; aveva molte fermate di posta: Lastra a Signa, Montelupo, Cortenuova, Scala, San Romano, Castel del Bosco, Pontedera, Cascina, Riglione, Pisa, verso nord al confine lucchese con Torre del lago, verso sud San Piero a Grado e Livorno;
- via Lucchese: da Pisa (Porta a Lucca) andava ai Bagni di San Giuliano e passando "sotto monte" raggiungeva Rigoli, Ripafratta per entrare nello Stato lucchese presso Cerasomma a 4 km dalla città con le poste di San Giuliano, Ripafratta. Si denominava via Lucchese anche la strada che da Firenze (Porta al Prato) conduceva al confine lucchese presso Pescia con le poste di Castello, Sesto fiorentino, Calenzano, Prato, Agliana, Pistoia (Porta Fiorentina) e con la variante Peretola, San Piero, Poggio a Caiano, Olmi, Pistoia;
- via Versiliese (oggi SS. 1 e 62): coincideva con la via pisana fino a Pietrasanta (exclave toscana) per andare poi, presso il Lago di Porta a Montignoso ed entrare nel Ducato di Massa. Superata Avenza entra in territorio genovese. Una diramazione da Sarzana portava in Lunigiana e Pontremoli, divenendo una mulattiera che ripercorreva l'antica via Francigena. Solo nel 1809 fu iniziata una carrozzabile per la Cisa che fu completata solo nel 1859;
- via Traversa (oggi SS. 429): seguiva l'antica variante di fondovalle della via Francigena; si diramava dalla strada pisana presso la località "Osteria bianca" a Ponte a Elsa, vicino Empoli, risaliva la Valdelsa fino a Poggibonsi dove si ricongiungeva con la Romana. Fu nuovamente tracciata in età medicea per il trasporto delle derrate, attraversando i vari borghi agricoli da Castelfiorentino a Certaldo fino a Poggibonsi dove di congiungeva alla via Romana per Siena;
- via del Littorale o dei Cavalleggeri (oggi SS. 1 e via della Principessa): tracciata nel XVI secolo, unendo vari tratti più antichi, partiva da Bocca d'Arno, passando per la Torre di Mezzapiaggia e dalla spiaggia del Calambrone e quella antistante la Torre del Marzocco per arrivare a Livorno da dove riusciva (Porta ai Cappuccini) e seguiva la linea della costa fino a Torre Nuova dopo San Vincenzo, presso il confine con il Principato di Piombino. Aveva funzioni eminentemente militari, a uso dei Cavalleggeri della costa, attraversando zone spopolate e spesso paludose, unendo in comunicazione le varie postazioni e le Torri costiere del granducato di Toscana. Era percorribile solo a cavallo, ma dal 1776 è inclusa nelle "Strade Regie o Maestre" con la costruzione di una massicciata più adeguata e di numerosi ponticelli per l'attraversamento dei vari torrenti. A Torre Nuova un imbarco portava a Portoferraio;
- via Lauretana: restaurata e rettificata da Pietro Leopoldo;
- via Grossetana: andava da Siena (Porta San Marco) fino a Paganico, Batignano, e Grosseto. Detta anche "consolare grossetana" ed era in uso dal 1626. Anche tale strada fu restaurata nel 1765, con la sostituzione di ponti di legno con quelli di muratura;
- via dell'Abetone (oggi SS. 12 e 66): fu tracciata con scopi militari e strategici per volontà del governo austriaco che voleva unire i propri stati con i feudi imperiali di Mantova, Modena e la Toscana. Il tratto modenese fu aperto nel 1777 da Pistoia (Porta al Borgo), risalendo verso le Piastre, Campo Tizzoro, San Marcello Pistoiese, Pianosinatico fino Boscolungo presso il valico dell'Abetone dove tuttora due piramidi in pietra segnavano i confini degli stati modenese e toscano. Nel 1778 divenne carrozzabile con inaugurazione della strada nel 1781. L'opera fu considerata ciclopica per il tempo essendo per molti tratti scavata nella roccia e con la costruzione di due arditi ponti sulla Lima e sul Sestaione, quest'ultimo con un'altezza di 28 metri;
- via Pistoiese: andava da Pistoia al valico di Serravalle e discendeva nella Val di Nievole fino a Borgo a Buggiano;
- via della Valdinievole: risarcita con nuovi tratti e unioni con strade preesistenti, fu aperta nel 1783. Andava da Pistoia (Porta Lucchese) a Serravalle, Borgo a Buggiano, Bellavista, Poggio di San Colomba (Santa Maria a Monte) e Pescia fino al confine lucchese (dogana del Cardino);
- via della Romagna: iniziata nel 1783 come barrocciabile partiva da Firenze per arrivare a Pontassieve e, risalendo la valle, raggiungeva San Godenzo, quando nel 1788 i lavori di prosecuzione verso le valli romagnole fu interrotta. Il tratto da Ponticino a Castrocaro Terme e Terra del Sole fino al confine pontificio fu terminato nel 1836.

Dal 1825 sono tracciate nuove strade regie per migliorare i traffici dello Stato: la Firenze-Pontassieve-Incisa, la Sarzanese, la Pisa-Pistoia, Pisa-Piombino, delle Colmate o Arnaccio; sono aperti nuovi passi appenninici (Muraglione, 1835, Porretta, 1847, Cerreto, 1830, Cisa, 1859).
Di maggiore uso furono invece le cosiddette "vie d'acqua". I fiumi e i canali erano per il tempo più pratici e rapidi per gli spostamenti di persone e merci. Quelli più noti furono:
- Arno: fino al XX secolo il suo corso era in gran parte navigabile dalla foce fino al Porto di Mezzo, poco prima di Lastra a Signa, alle porte di Firenze, dove le merci scaricate, proseguivano via terra. Era percorso dai caratteristici navicelli, imbarcazioni larghe a basso pescaggio che potevano portare fino a 140 sacchi di grano;
- canale dei Navicelli: fu scavato entro il 1575 per congiungere il porto di Livorno con Pisa (Porta a Mare); qui passata la dogana, con una serie di chiuse il naviglio veniva immesso in Arno. Era molto usato anche dai viaggiatori per evitare il tratto della strada pisana, disastrato e paludoso del Tombolo. Partito da Livorno il navicello impiegava quasi 5 ore per arrivare a Pisa;
- Fosso del Mulino: a Pisa ci si imbarcava dalla cosiddetta "Darsena delle gondole" presso Porta di Santa Marta e si arrivava a Ripafratta presso il Serchio, dove iniziava il Canale Ozzeri in territorio lucchese che portava fino a Lucca attraverso il canale della Formicola che arrivava al porto fluviale della città a San Concordio (Il Fiumicello) e al lago di Sesto e di nuovo in Arno;
- canale Maestro della Chiana: scavato per drenare la Val di Chiana dalle vaste paludi che la ricoprivano, col tempo divenne un canale a uso commerciale essendo navigabile per circa 30 miglia. Vi si affacciavano i porti di Torrita di Siena, di Cortona e scalo di Foiano (località Ponte presso Foiano), il porto di Brolio, quello di Cesa, quello di Puliciano, di Pieve al Toppo, di Ponte alla Nave ove le merci erano sbarcate e spedite a soma via terra ad Arezzo e Firenze;
- canale del Terzo: emissario del Padule di Fucecchio era percorso dai navicelli che dall'Arno lo risalivano fino al padule ai porti delle Case e delle Morette. Da qui una mulattiera, poi barrocciabile (1783) conduceva a soma le merci fino a Monsummano Terme e Pistoia.
- Ombrone: il fiume maremmano era parzialmente navigabile con i navicelli dalla foce fino alla dogana di Torre della Trappola e da qui la merce prendeva la via di terra fino a Grosseto.

Per le Ferrovie vedi Ferrovie toscane.

## Demografia
Con il Rinascimento e il risorgere delle attività economiche riacquistano importanza numerosi centri rurali posti lungo le principali direttive commerciali. Le città poste sulle strade che da nord scendono verso Roma si sviluppano nuovamente. Sono dissodate e colonizzate nuove terre con i primi tentativi di bonifica e tra i secoli XVII e XVIII prende progressivamente forma il tipico paesaggio toscano.

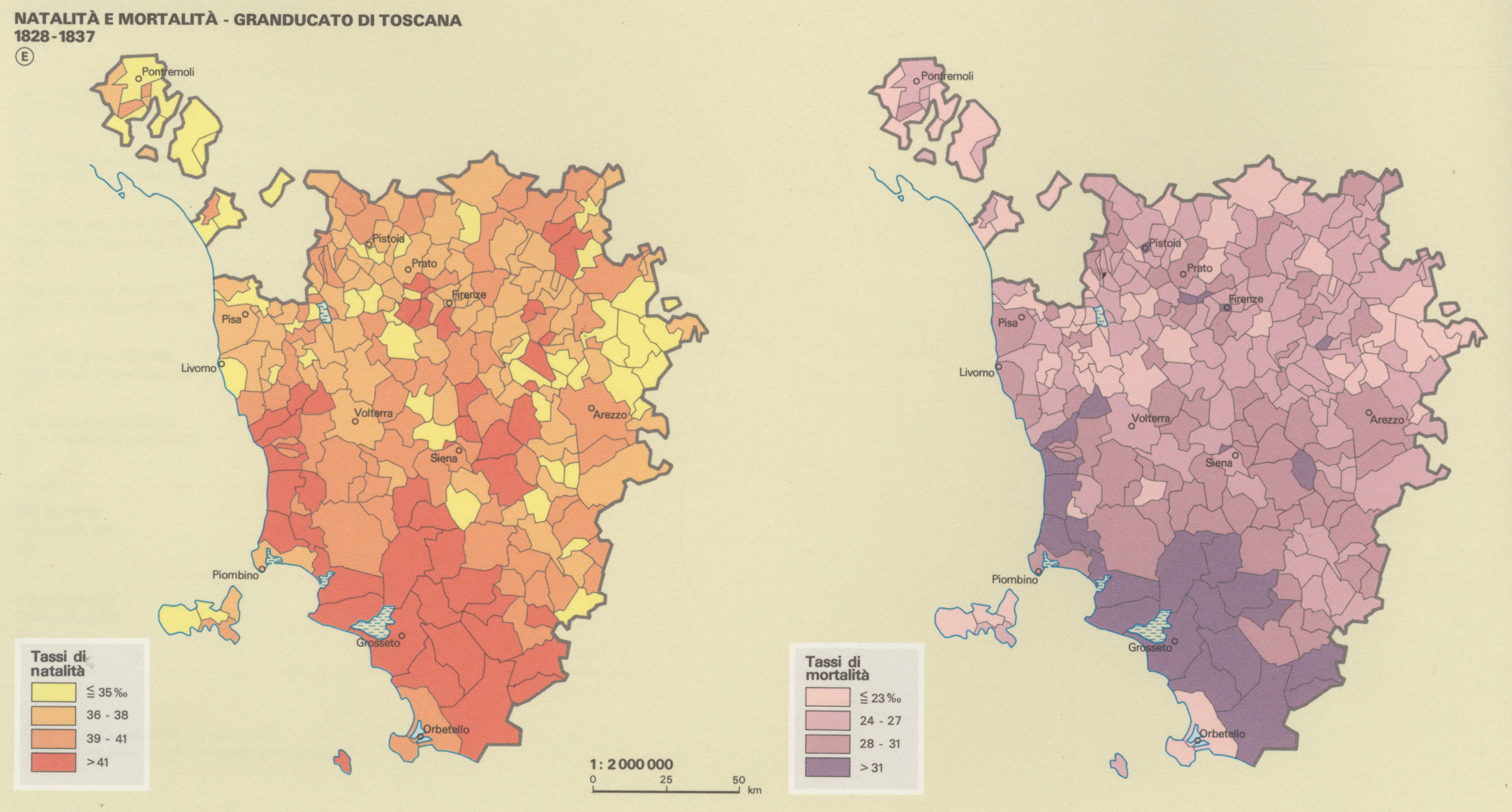
Natalità e mortalità nel Granducato di Toscana tra il 1828 e il 1837

Dai primi censimenti documentati si rileva che nel 1552 (Primo censimento ordinato da Cosimo I) l'allora ducato fiorentino raggiunge la stima di circa un milione di abitanti, mentre verso il 1745 sono aumentati di circa 200 000 unità. Secondo fonti più precise nel 1738 vi sono circa 890.600 sudditi e nel 1766 945.063, ripartiti in 2.559 parrocchie. La densità della popolazione si ritiene che ammonti nel corso del XVIII secolo a circa 110 abitanti per chilometro quadrato con punte minime di 17 abitanti nel Senese e di 9 abitanti nel Grossetano (4% della popolazione). La più alta densità si trova nel Valdarno e nelle campagne circostanti Firenze e Pisa. Il maggiore incremento demografico si rileva nelle campagne, nonostante le periodiche carestie che ne falcidiano la popolazione. Quella dal 1764 è particolarmente terribile con folle di poveri affamati che accorrono nelle città o si aggirano nella campagna mangiando erbe, ghiande e cortecce degli alberi. Tale crisi demografica fu accentuata anche dal concomitante arruolamento forzato imposto ottusamente dal reggente Antoniotto Botta Adorno, facendo fuggire molti contadini dalla Toscana.
Anche la politica liberistica dei primi Lorena favorì il ripopolamento delle zone rurali; determinante fu la legge sulla libera circolazione dei grani della Maremma (1739), restaurando così una certa libertà di commercio che soffriva dei pesanti vincoli doganali e fiscali interni allo Stato. Anche la legge del 1749 sull'abolizione dei feudi, favorisce una parcellizzazione delle proprietà terriere e una maggiore diffusione della ricchezza immobiliare e liberando le comunità municipali da tutte le imposizioni feudali che le opprimevano.
Con il nuovo secolo la popolazione nel 1801 raggiunge il 1 096 641 abitanti, arrivando nel 1814 a 1.154.686 e nel 1836 1.436.785. La capitale Firenze è seguita per densità demografica da Livorno che nel 1836 ha 76.397 abitanti e da Pisa che raggiunge i 20.943 a fronte della sua provincia che assomma 329.482 abitanti. Seguono Siena con 139.651 (18.875 in città), la città di Pistoia con 11.266 abitanti, Arezzo con 228.416 (di cui 9.215 in città), e Grosseto con 67.379 abitanti (2.893 in città).
La popolazione toscana nel 1848 ha un totale di 1 724 246 abitanti ripartiti per compartimenti (province):
- compartimento di Firenze 585.899
- compartimento di Lucca 200.598
- compartimento di Pisa 217.681
- compartimento di Siena 180.693
- compartimento di Arezzo 212.699
- compartimento di Pistoia 150.413
- compartimento di Grosseto 74.795
- governo di Livorno 81.407
- vicegoverno dell'Elba 20.061

## Società
Anche in Toscana si erano andate formando nei secoli le classi sociali che caratterizzano gli Stati dell'ancient regime (nobiltà, clero e popolo).
La corte fiorentina era il fulcro della società e della politica toscana e anche quando ai Medici si sostituirono i Lorena, la reggia di palazzo Pitti, sebbene privata fino al 1765 di un reale granduca, continuò a essere considerata il centro ideale dello Stato insieme al Palazzo vecchio. All'antica nobiltà medicea, in gran parte conservatrice e bigotta, cominciò ad affiancarsi una nuova dirigenza lorenese spesso costituita non solo da nobili fedeli alla casa lorenese, ma anche avventurieri e sfruttatori della nuova situazione politica toscana a loro favorevole. Tuttavia, questo scontro che ben presto si verificò tra la classe dirigente medicea, austera e immobilista e la nuova dirigenza più moderna e imprenditoriale rinnovò la stasi sociale che era andata creandosi negli ultimi decenni della dinastia toscana.
Nobiltà
Fino al 1750 la Toscana non ha un proprio diritto nobiliare, continuando ad avvalersi del diritto comune e delle norme relative all'Ordo decurionum introdotto nei municipi del basso impero romano.
La "Legge per Regolamento della nobiltà e cittadinanza" promulgata a Vienna il 31 luglio 1750 si richiama in gran parte agli Statuti e alla giurisprudenza dell'Ordine di Santo Stefano del 1748. Per l'occasione è creata una "Deputazione sopra la nobiltà e cittadinanza" composta da 5 deputati di nomina granducale cono lo scopo di identificare e riconoscere le famiglie aventi diritto a far parte del patriziato e della nobiltà. Con questa legge si dettano i principi generali per riconoscere a un soggetto la dignità di nobile ed entrare a far parte della nobiltà civica: il godimento della cittadinanza da lungo tempo in una della "Patrie nobili" distinguendo quelle antiche in cui vi sono patrizi, cioè nobili che hanno diritto al cavalierato dell'Ordine di Santo Stefano e i semplici nobili, cioè quelli che possono dimostrare patenti di nobiltà da almeno 200 anni - o come a Firenze prima del 1532 - (Firenze, Siena, Pisa, Pistoia, Arezzo, Volterra, Cortona) da quelle nuove cui vi appartengono i semplici nobili (Montepulciano, San Sepolcro, Colle Valdelsa, San Miniato, Prato, Livorno, Pescia), avere un ricco patrimonio anche con feudi nobili, appartenere a uno degli ordini nobili, aver ricevuto diploma di nobiltà dal sovrano, vivere con decoro proporzionato alle proprie entrate o esercitare la mercatura o professione nobile, essere o appartenere a una famiglia che ha rivestito la carica di Gonfaloniere della città (nobiltà civica). La legge per porre fine alla confusione e gli arbitri del passato pone come fonte legittimante per lo status di nobile il solo atto del sovrano. Il loro riconoscimento ne permette l'iscrizione nel "libro d'oro" della propria città. Succede di un anno la precedente legge del 15 marzo 1749 "Sopra i feudi e i feudatari" che a sua volta riorganizza i poteri feudali in Toscana.
La classe aristocratica toscana basava fondamentalmente la propria ricchezza sulle rendite fondiarie. Era rappresentata dalla nobiltà locale che godeva dei numerosi privilegi, specialmente fiscali concessi dai granduchi per comprarsi la loro fedeltà e servigi. I suoi esponenti, proprietari terrieri ascendevano alle più alte magistrature dello Stato ed entravano nel cavalierato dell'ordine toscano di Santo Stefano spesso di diritto se residenti nelle "Patrie Nobili", che a sua volta godeva di uno status privilegiato in tema di riscossioni ed esenzioni da tributi. La nobiltà oltre a possedere un proprio patrimonio privato (beni allodiali) poteva riceve l'investitura di feudi dello Stato, spesso dietro versamento di somme alla cassa granducale, da cui ricevevano ulteriori introiti. Solo con la legge del 1749 sull'abolizione dei feudi e dei relativi diritti feudali sulla terra si pone un freno al potere economico che aveva assunto la classe aristocratica. La legge promulgata dal granduca-imperatore tramite il segretario della giurisdizione granducale Giulio Rucellai, riduce il potere politico dei feudatari, proibisce la loro ingerenza sulle entrate delle comunità, equiparandoli in materia fiscale a tutti gli altri sudditi. Le lunghe controversie e resistenze condotte dalla nobiltà portano solo alla fine del secolo alla progressiva nascita di una media borghesia terriera che si svilupperà solo nel secolo successivo. La stessa legge disciplina i casi di esclusione dei soggetti e loro successori dallo status di nobile (delitto di lesa maestà, esercizio di arti vili come il commercio al minuto, notariato, medicina, meccanica), mentre altre attività artistiche come pittura e scultura non sono cause ostative.
Questo permette l'iscrizione nel libro d'oro di Firenze di 267 famiglie nobili, a Siena di 135 famiglie (103 patrizie e 32 nobili), a Livorno di 46 famiglie nobili.
Clero
Il clero che sotto gli ultimi Medici dominava la corte, continua a influenzare la politica del periodo della Reggenza lorenese. Analogamente ai nobili, prelati e preti continuavano ad avere molti privilegi di natura fiscale e giuridica, esentandoli dagli obblighi dell'autorità statale (privilegia canonis, fori, immutatis, competentiae).
Borghesia
La borghesia è la classe emergente ed eterogenea che ha sempre caratterizzato la società cittadina toscana. Il medio ceto mercantile, professionista, artigiano e finanziario si avviava a divenire anche proprietario fondiario.
Dal periodo medievale continuava a essere suddivisa in base al mestiere svolto. Continuava a sussistere l'antica struttura corporativa con le sette Arti Maggiori (giudici e notai, mercanti di Calimala, cambiatori e banchieri, mercanti della lana, mercanti della seta, medici e speziali), le cinque arti medie (beccai, fabbri, calzaioli, maestri di pietre e legnami, galigai) e le nove arti minori (vinattieri, fornai, oliandoli, chiavaioli, linaioli, legnaioli, corazzai e armieri, vaiai e cuoiai, albergatori). Queste corporazioni avevano propri privilegi con magistrati civili e penali, statuti e propri tribunali, propri consoli che ne rappresentavano l'autonomia e la rappresentanza, ne facevano uno Stato nello Stato.
Contadini
La società rurale era in maggioranza costituita dai contadini, generica categoria che non era neppure considerata come classe sociale, comprendendovi anche i piccoli proprietari coltivatori diretti e i salariati vincolati alla terra da contratti di mezzadria. L'incertezza giuridica e l'assenza di reali tutele sociali tenevano il contadino in una prevalente condizione di instabilità e povertà finanziaria. Contro le angherie e i privilegi dei padroni terrieri non vi era possibilità d'appello. Indipendentemente dalla produzione annuale, la metà del ricavato dal podere andava al proprietario terriero spesso riducendo il contadino e la sua famiglia alla "miserabile condizione di consumarsi di stento e di fame". Inoltre erano obbligati a pagare del proprio la metà della "decima parrocchiale" sul fondo coltivato.
Nonostante il grave sfruttamento, l'ignoranza, l'alta mortalità, il grave indebitamento, la denutrizione e la drammatica vita itinerante per le frequenti disdette annuali delle mezzadrie, la popolazione rurale non abbandona le campagne incrementando anzi lo sviluppo demografico.
Prima delle riforme leopoldine che portarono a vasti appoderamenti moderni delle campagne, i mezzadri vivevano in capanne di legno con il tetto di paglia con famiglie di 10-15 membri in stretta promiscuità, spesso in compagnia di animali. Vi erano inoltre su quasi un milione di abitanti nello Stato circa 40.000 disoccupati e mendichi. I disoccupati si arrangiavano facendo i "pigionali" rurali, cioè braccianti che prestavano occasionalmente la propria mano d'opera (ad opra) nei campi per lavori straordinari o per le raccolte stagionali (mietitura, vendemmia, ecc.).

## Economia
Le riforme lorenesi sono tese a risanare con una politica economica programmatica la situazione disastrosa ereditata dagli ultimi Medici. Favorendo la libera iniziativa privata e il libero sviluppo della produzione i governi lorenesi spingono le innovazioni in tre principali settori: l'agricoltura valutata come principale attività economica del paese, il commercio e l'attività manifatturiera, la realizzazione di opere pubbliche tesa ad agevolare una più agile circolazione del commercio e dare lavoro ai sudditi, migliorandone così il tenore di vita. A queste Pietro Leopoldo vi affianca le importanti riforme civili, amministrative, giudiziarie e sociali, portando così il Granducato a raggiungere l'avanguardia europea in molti settori.
Una caratteristica dell'economia rurale toscana è l'istituto di origini comunali della mezzadria che coinvolge la popolazione contadina nella produzione terriera dei grandi proprietari. Il podere, inteso come fondo terriero organizzato (culture, allevamento, casa colonica, approvvigionamento idrico, ecc.) diviene elemento essenziale del mondo contadino del tempo. Si ritiene che all'avvento di Pietro Leopoldo i poderi toscani siano circa 48.000, benché la maggior parte di essi non assicurassero una piena sussistenza ai coloni e alle loro famiglie. La proprietà fondiaria è distribuita tra il patrimonio della Corona (Possessioni granducali), costituito da palazzi, tenute, bandite di caccia, residenze, fattorie e poderi che assicuravano le rendite alla famiglia regnante, patrimonio privato delle grandi famiglie nobili e dai feudi concessi loro, dal patrimonio ecclesiastico dei vari ordini religiosi, enti, pievi e ospedali, vincolato dalla manomorta, dal patrimonio di ordini laicali e di altre istituzioni (ordini cavallereschi, Opere pie, ospedali laici). La nobiltà locale a lungo contrasterà la spinta governativa dell'abolizione dei feudi e privilegi terrieri (1749-1783). Tra le famiglie possidenti, si stima che alla metà del XVIII secolo, i marchesi Riccardi fossero i più facoltosi. Benché l'80% della popolazione si dedichi all'agricoltura, per i suddetti limiti, la produzione spesso non è sufficiente al fabbisogno interno statale. Durante le frequenti carestie si devono così importare granaglie dal Levante e poi dalla Crimea russa. Le prime bonifiche in Val di Chiana e nella Maremma Pisana danno però già un primo incremento frumentario, passando dai 5.200 quintali del 1765 ai 90.900 del 1783 a seguito delle nuove terre messe a cultura. Apprezzabile è anche la produzione dell'olio un po' su tutto il territorio, mentre la produzione di vino raggiunge una produttività e qualità apprezzabili solo nel corso del XIX secolo, tale da renderlo prodotto di esportazione. Altre forme di produzione rurale sono i foraggi e il bestiame nella Maremma.
Molto ricca invece la produzione di legname ricavato dalle foreste della catena appenninica. I tagli sono ben regolamentati e periodici o a rotazione, impedendo l'impoverimento del manto forestale in gran parte di proprietà demaniale o ecclesiastica. Il legname era usato per gli arsenali navali di Pisa e Livorno o per i carbonai. L'attività manifatturiera, benché inizi a svilupparsi e ad assumere connotati industriali solo dalla metà del XIX secolo, già dal secolo precedente si ha la produzione della paglia per fabbricarne i famosi "cappelli di Firenze" poi esportati in tutto il mondo (New York, 1822; Vienna, 1836; Australia, 1855). La produzione tessile e in particolare della seta, benché abbia perso la prosperità dei secoli passati e venga fatta in condizioni di arretratezza dei telai continua a sussistere, sebbene con la grave limitazione del divieto di esportazione della cosiddetta "seta soda" (seta greggia); analogamente l'industria del cotone è ormai limitata alle attività domestiche e rurali dei telai casalinghi, se si considera che al tempo di Pietro Leopoldo in Toscana vi sono appena 4.000 telai sparsi nelle comunità rurali. Più rilevante la produzione delle porcellane di Doccia a opera di Carlo Ginori, le terrecotte dell'Impruneta.
Tra le attività estrattive gran parte delle miniere sono quasi esaurite per il secolare sfruttamento: in Maremma le principali materie sono lo zolfo di Pereta e il marmo di Campiglia, la pietra serena di Firenzuola, Gonfolina e Fiesole, il raro rame che viene ricavato a Montecatini in Val di Cecia, le allumiere di Volterra e di Montioni, il mercurio presso Montaione, il marmo statuario di Serravezza, le saline di Livorno e Portoferraio con tutte le limitazioni di natura giuridica che ancora il diritto romano in uso riconosce al proprietario terriero che continua ad avere il dominio assoluti "dal cielo all'inferno", avendo così la facoltà di impedire l'escavazione delle miniere sottostanti le sue proprietà. Anche l'estrazione del ferro continua ad avere un certo rilievo benché la proprietà delle miniere elbane sia dei principi di Piombino. La lavorazione del ferro (le Magone) è localizzata sulla costa maremmana con forni e ferriere (una dal 1577 a Follonica poi specializzata nella ghisa, una a Valpiana presso Massa Marittima dal 1578 e l'altra al Fitto di Cecina dal 1594), sul lago dell'Accesa (1726), già usufruito in età etrusca, e ancora in Versilia, nella Montagna pistoiese ricca di carbone di legna e di acqua dove il materiale ferroso viene faticosamente portato attraverso il mare fino a Livorno, i canali e l'Arno fino al porto di Signa e da qui fino a Pistoia su carri per proseguire con i muli fino alla montagna (Pracchia, Orsigna, Maresca, Mammiano, Sestaione, Cutigliano e la stessa Pistoia).
La dinastia Asburgo-Lorena fin dal XVIII secolo intraprese politiche di tipo liberista e non protezioniste, al contrario degli altri Stati italiani preunitari. La libertà di importare e esportare grano, legata alla politica liberistica del governo granducale, non diede grande impulso alla produzione agricola: benché l'80% della popolazione si dedichi all'agricoltura la produzione agricola delle campagne toscane era sufficiente al fabbisogno interno, ma non consentiva l’esportazione dei cereali, nonostante la continua opera di bonifica della Maremma e delle altre paludi, con la conseguente messa a coltura di nuovi terreni.

## Sanità e assistenza sociale
Dopo la grande pestilenza del 1630, il governo granducale rafforzò le proprie misure sanitarie non solo sulle frontiere terrestri ma soprattutto su quelle marittime. Livorno fu sede del dipartimento di Sanità Marittima con un'importante capitaneria di porto con giurisdizione su tutto il mare toscano, isole comprese. Vi facevano capo sia i comandi della Marina militare sia di quella Mercantile, l'Ufficio di Ispezione di Sanità da cui dipendevano anche le amministrazioni dei Lazzeretti portuali. Altre deputazioni di sanità, riorganizzate con la riforma del 1851 erano distinte per ordine di giurisdizione e d'importanza in tre classi: Portoferraio, Porto Longone (Porto Azzurro), Porto S. Stefano, Viareggio (Uffici di sanità e della marina mercantile) appartenevano alla 1ª classe, Talamone, Porto Ercole, Castiglione della Pescaia, Piombino-porto appartenevano alla 2ª classe e infine alla 3ª classe Porto Vecchio di Piombino, Rio Marina, Marciana Marina, Marina di Campo. Vi erano inoltre degli uffici distaccati di sanità per il controllo della costa (Pianosa, scalo di Follonica, Baratti, Giglio porto, scalo di Bocca d'Arno, scalo di Pietrasanta (frazione Forte dei Marmi).
La popolazione quando non era curata e assistita nelle proprie abitazioni, condizione questa per le classi più agiate, era ricoverata in ospedali e asili, generalmente gestiti da Opere Pie di beneficenza pubblica. Tra questi si ricordano a Firenze l'Arcispedale di Santa Maria Nuova, il San Bonifazio e Santa Lucia, lo Spedale degl'Innocenti, la Casa Pia del Lavoro (1815), l'orfanatrofio del Bigallo (per i bambini abbandonati e gli orfani tra i 3 e i 10 anni), gli ospizi di S. Onofrio, i due notturni, di S. Domenico, e di S. Agnese. Nelle altre città tra i principali nosocomi si ricordano gli Spedali di S. Antonio e della Misericordia a Livorno, la Casa di Carità, le Case Pie e del Refugio, a Lucca lo Spedale civile e l'ospizio di maternità, il manicomio di Fregionaia, a Pisa gli Spedali Riuniti di S. Chiara e dei trovatelli, la Pia Casa della Misericordia, e ancora gli Spedali Riuniti di Siena, il Misericordia e Dolce a Prato, gli Spedali di S. Maria sopra i ponti ad Arezzo, la Pia Casa di mendicità, gli Spedali Riuniti di Pistoia e quello di Grosseto.
In particolare, le varie confraternite laicali, e in particolare quelle della arciconfraternita della Misericordia che si diffusero, grazie anche alla benevolenza e gli aiuti economici dati dagli stessi granduchi, in tutta la regione erano particolarmente attive nell'assistenza alle classi meno abbienti. Proprietarie di chiese, ospedali, istituti di cura, asili, camposanti assistevano gli abbandonati e i mendicanti, curavano i malati poveri e i pellegrini, assistevano carcerati e tumulavano con esequie religiose i giustiziati a morte e i deceduti per le pubbliche strade, distribuivano viveri e vestiario o assegnavano doti alle ragazze indigenti. Il loro vasto patrimonio fu in gran parte incamerato dallo Stato a seguito delle soppressioni leopoldine del 1785. Al momento delle soppressioni si stima che solo a Firenze e suo distretto vi fossero circa 398 istituti laici di carità.

## Cultura

### Istruzione
Fino alla prima metà del XIX secolo non vi è una vera istruzione pubblica, le classi più agiate istruiscono i figli o con insegnanti privati (maestri e precettori) o presso istituti tenuti da religiosi (Barnabiti, Scolopi, Gesuiti). Le poche scuole vivono con i sussidi dello Stato o di qualche benefattore e sono male organizzate.
Le materie insegnate sono suddivise in vari corsi (umanità, retorica, filosofia, geometria, grammatica, teologia morale, fisica, latino, greco, ecc.). Dalla metà del XVIII secolo si cominciano a organizzare anche Scuole femminili pubbliche per l'insegnamento del leggere, scrivere, fare di conto, arti femminili (cucito, ricamo, cucina, ecc.), doveri sociali, religione, grammatica italiana, francese, geografia, musica, disegno, ballo. Ma con le riforme leopoldine molti istituti furono soppressi e le scuole riorganizzate e aggregate tra loro.
Centro di cultura europea per tutto il Rinascimento, il Granducato eredita e sviluppa l'enorme patrimonio artistico e intellettuale anche nei secoli successivi, sia pure in forma più dimessa e circoscritta. Con i Lorena viene rivivacizzata l'attività artistica e viene ricostituito una classe dirigente di intellettuali toscani che insieme all'attività economica è l'aspetto più vistoso dello Stato in tutto il panorama ristagnante dell'Italia del Settecento. Viene rinnovata e ridata dignità agli Studi universitari de "La Sapienza" di Pisa, famosa per l'insegnamento del diritto e de "Lo Studio" di Siena, divenendo i centri dell'illuminismo toscano e italiano, mentre a Firenze c'è una nota scuola chirurgica presso Santa Maria Novella. Da questi centri di cultura si formano uomini come Bernardo Tanucci, Leopoldo Andrea Guadagni, Claudio Fromond, Paolo Frisi, Antonio Cocchi, Leonardo Ximenes.
Con l'abolizione della censura ecclesiastica (1754) si passa al giusnaturalismo che libera in molti aspetti la cultura toscana dal controllo della Chiesa e dall'aristotelismo. Questo permette una maggiore libertà nel transito delle idee e delle correnti culturali, in forma diversa, ma complementare, attraverso due centri importanti: Firenze, raccordi dei contatti di tipo continentale del mondo mitteleuropeo e francese e Livorno, centro portuale e mercantile cui affluiscono le tendenze anglosassoni. Per tutto il XVIII secolo, infatti, nel giudizio comune britannico, Livorno costituisce un riferimento economico importante come si rileva anche dai registri dei Lloyds di Londra.

### Accademie e società culturali
Aspetto caratteristico toscano furono le numerose Accademie e Società fondate per scopi letterari o scientifici. A Firenze si ricordano:
- Accademia Fiorentina (1549) per la purezza della lingua fiorentina sugli altri dialetti toscani;
- Accademia della Crusca (1583) per la purezza della lingua letteraria italiana del XIV e XV secolo, curando la pregevole pubblicazione periodica e aggiornata di un apposito Vocabolario;
- Accademia degli Apatisti (1635) con finalità letterarie e fusa nel 1783 a quella della Crusca e Fiorentina;
- Accademia dei Georgofili (1753) fondata per iniziativa del conte Ludovico Fantoni e dell'abate Ubaldo Montelatici per lo studio delle coltivazioni e dell'agricoltura intesa come primario lavoro produttivo;
- Accademia Etrusca (1727), fondata a Cortona per lo studio dei reperti archeologici etruschi che andavano acquistando sempre più interesse e reviviscenza per gli studi antiquari;
- Accademia delle Arti e del Disegno (1563) per l'insegnamento delle Belle Arti e il controllo critico nel campo della figurativa tradizionale;
- Accademia degli Intronati (1460) fondata a Siena con scopi scientifico-letterari;
- Accademia dei Fisiocritici (1691), fondata a Siena per l'arte medica;
- Accademia dei Dubbiosi (1644), fondata a Livorno per scopi letterati e storici;
- Accademia Labronica, fondata ancora a Livorno per interessi letterari;
- Accademia Società Letteraria La Colombaria (1735) fondata a Firenze come centro studi di scienze morali e letterarie; ne fu socio lo stesso Ludovico Antonio Muratori;
- Società Botanica (1716) a Firenze per lo studio della botanica e sua raccolta sistematica in un museo, divenendo presto un centro di ricerche sistematiche dipendente dallo Studio fiorentino di scienze mediche dell'Ospedale di Santa Maria Nuova.
- Accademia della Valle Tiberina Toscana di scienze, lettere ed arti (1830), fondata a Sansepolcro per iniziativa di Francesco Gherardi Dragomanni, con scopi scientifico-letterari e agronomici.

### Divertimenti
Nelle classi più agiate, dove il tempo libero era maggiore, sono diffusi i giochi di società come quelli delle carte, gli scacchi, il biliardo. Dalla Francia, sin dalla fine del '600 comincia ed essere in uso la "pallacorda" con l'apertura di ambienti per tale gioco in varie città, mentre dal '700 entrano in uso, per l'influenza inglese, le prime corse ippiche che godono della partecipazione di molti cittadini. Continuano ed essere diffusi i vari giochi e gare popolari come espressione del folclore cittadino. È il caso del calcio fiorentino che viene occasionalmente giocato anche in altre città, del gioco del ponte a Pisa, del palo della cuccagna, o del palio marinaro a Livorno.
Le occasioni di divertimento erano poi offerte dalla "villeggiatura" nei mesi estivi che, nata per sfuggire il pericolo di epidemie, più frequenti nella stagione calda, porta le classi ricche a trascorrere lunghi periodi nelle residenze di campagna facendone una vera moda. Nel XVIII secolo riacquista una certa importanza anche l'attività termale di cui la Toscana è ricca di centri. Già il granduca Giangastone de' Medici amplia e sviluppa le antiche terme pisane di San Giuliano, già note a Carlomagno. Ma è con Pietro Leopoldo che, con l'apertura delle nuove terme di Montecatini, l'attività termale acquista rinomanza e caratteri di una moda che coinvolgerà presto tutta l'alta società europea, creando i presupposti per un vero turismo in senso moderno che caratterizzerà tutto l'800. Tra i maggiori centri termali si ricordano, oltre quelli già citati, Uliveto Terme, Bagno a Ripoli, San Casciano in Val di Pesa, Poggibonsi, Casciana Terme, Caldana, Monsummano, Chianciano, Rapolano Terme, Bagno Vignoni, Saturnia, San Casciano dei Bagni.

## Stato e Chiesa
Benché la religione di Stato sia quella cattolica romana, i Medici hanno sempre favorito la tolleranza verso altre religioni in particolare nella loro nuova città di Livorno. Per ragioni di natura economico-demografica è incoraggiata la presenza di comunità straniere anche acattoliche come quella ebraica (comunità di Firenze, Livorno, Pisa, Pitigliano) o quelle di varia fede protestante (anglicani, calvinisti, luterani), per arrivare ai Greci e Russi ortodossi e ai musulmani.
Su tale situazione la Santa Inquisizione vigila attentamente, intervenendo presso il governo nei casi che ritiene opportuni.
Il clero, specie con i Gesuiti introdotti sotto Cosimo III, domina l'ambiente della corte fiorentina. Gode da tempo di molti privilegi e immunità di origine medievale e feudale come l'esenzione dagli obblighi verso l'autorità civile (esonero dal giudizio dei Tribunali di stato, speciale tutela penale, esenzioni fiscali, ecc.). Con il fenomeno della manomorta il clero è in possesso di vaste proprietà immobiliari con una rendita annua che sotto la Reggenza ammonta a oltre 1.700.000 scudi contro la rendita statale di 335.000 scudi. Tale situazione non più tollerabile sotto il governo illuminato dei Lorena viene progressivamente smantellata con l'abolizione delle prigioni dell'Inquisizione (1754) e la chiusura di molti suoi uffici periferici, fino alle più drastiche riforme leopoldine che eliminarono i Tribunali del S. Uffizio (1782) e gran parte dei privilegi ecclesiastici, seguiti da tutta una serie di limitazioni sulle forme esteriori di religiosità, l'interdizione delle sepolture nelle chiese, fino ad arrivare a un tentativo di costituire una propria Chiesa nazionale toscana con l'aiuto di Scipione de' Ricci, vescovo di Pistoia.
Nel 1749 sono regolamentate le feste di precetto:
- quelle riferite alla vita di Cristo (Natale, Circoncisione, Epifania, Ascensione, Corpus Domini);
- quelle riferite alla vita di Maria (Concezione, Natività, Annunciazione, Purificazione, Assunzione o Dormizione);
- tutte le domeniche, e le feste dei SS. Pietro e Paolo, Ognissanti, dei patroni delle varie città.

Lo Stato è ripartito in tre Province ecclesiastiche:
- Provincia Florentina
  - Arcidiocesi di Firenze
  - Fiesole
  - Pistoia e Prato (1653)
  - San Miniato (1622)
  - Borgo San Sepolcro (1520)
  - Colle (1592)
- Provincia Pisana
  - Arcidiocesi di Pisa e Corsica
  - Pontremoli (1787)
  - Pietrasanta e Versilia (1787)
  - Livorno (1806)
- Provincia Senensis
  - Arcidiocesi di Siena (1459)
  - Chiusi
  - Grosseto (1138)
  - Massa di Maremma (1110)
  - Sovana
  - Pitigliano

Vi sono poi Diocesi dipendenti direttamente dalla Provincia Romana della Santa Sede:
- Arezzo
- Cortona (1325)
- Pienza (1462)
- Montalcino (1462)
- Montepulciano (1561)
- Volterra.
- Pescia (1727).

Oltre al clero ordinario anche le numerose famiglie religiose possiedono vaste proprietà e privilegi. Tra i maggiori ordini religiosi distribuiti nello Stato vi sono:
- gli Agostiniani, in ordini maschile e femminile e terziario (priorato di San Giovanni)
- i Domenicani, proprietari di molti conventi (Fiesole, Livorno), in decadenza per la politica ostile del governo toscano nei loro riguardi
- i Carmelitani scalzi, organizzati nella Congregazione di San Elia (1599)
- i Francescani distinti nelle famiglie dei Minori, Cappuccini e Conventuali
- i Fatebenefratelli, con la stessa regola degli agostiniani
- i Barnabiti, che godettero di grande prestigio specie sotto i Medici che li incoraggiarono ad aprire scuole e istituti per l'educazione dei giovani fino alle soppressioni leopoldine
- i Teatini, che ebbero il loro centro principale al santuario mariano di Montenero (Livorno) fino al loro allontanamento nel 1791
- i Benedettini, proprietari di vaste tenute ed eremi erano distinti in Camaldolesi, feudatari delle foreste appenniniche della zona di Badia Prataglia con sedi a Camaldoli, Monte Corona (sede principale fino al 1861), Buonsollazzo e San Lorenzo in Firenze, Certosini con le certose del Galluzzo (1344), della Gorgona (1705-1776), di Calci (1366), di Maggiano (fino al 1785), Pontignano (1343-1782) e Belriguardo (1345-1782) tutte a Siena, i Vallombrosani, con i centri di Vallombrosa, San Salvi a Firenze, Passignano, Santa Trinita a Firenze, Montenero dal 1791, e i feudi della contea di Magnale e marchesato di Monteverdi e Canneto, Olivetani, con centro a Monte Oliveto
- i Serviti, della regola agostiniana, con centro a Montesenario
- i Gesuiti, dapprima molto influenti, decaddero per le ostilità governative fino alla loro cacciata e soppressione nel 1773.

## Esercito e Marina

### Esercito
Con le proprie ambizioni espansionistiche Cosimo I de' Medici comprese la necessità di presidiare il territorio creando proprie truppe locali. Nel 1537 vennero costituite le "bande" o compagnie locali con arruolamento a ruolo. I maschi toscani erano arruolati nella fascia di età tra i 20 e i 50 anni sia con arruolamento volontario che coatto, procedendo con un commissario generale ad una selezione ogni 3 o 4 anni in base alle esigenze contingenti, escludendo i cittadini fiorentini per inaffidabilità e quelli pistoiesi perché ritenuti troppo turbolenti ed indisciplinati. Con le periodiche riviste militari si procedeva ad ispezioni che aggiornavano lo stato dei componenti (inabilità, inidoneità fisica, limiti di età raggiunti, trasferimenti). Dipendevano in ambito giudiziario per delitti in servizio o procedimenti disciplinari da un "magistrato delle bande", dipendente a sua volta dal Segretario di Guerra.
Dal XVII secolo il granducato era ormai privo di ambizioni espansionistiche. Dopo le lunghe guerre che portarono Firenze all'annessione di gran parte dell'odierna Toscana e con l'ultima grande guerra contro Siena, il governo mediceo e poi lorenese mantennero un esercito composto da poche unità di mercenari e da veterani che spesso svolgevano solo un controllo interno sul territorio per l'assoluta assenza di nemici limitrofi, affiancando nei compiti di tutela dell'ordine pubblico il bargello e i suoi birri. Le uniche fortezze che continuarono ad assolvere un rilievo militare e difensivo furono le piazzeforti di Livorno e di Portoferraio per la sicurezza del mare e delle coste, continuamente minacciate dai corsari barbareschi magrebini e turchi. Per tale ragione fu costituita nel corso del XVI secolo una linea difensiva di torri costiere con circa 81 località fortificate dalla Versilia alla Maremma Grossetana.
Le truppe delle bande andarono drasticamente riducendosi, tanto che alla fine del principato mediceo erano poco più di 12.000 con molti veterani, di cui circa 7.000 professionisti tra graduati e soldati.
Sotto la Reggenza nel 1738 si procedette alla riforma, costituendo a fianco della struttura per bande con reclutamento locale introdotta da Cosimo I, un Reggimento di Guardie lorenesi ed uno toscano. Il 16 ottobre 1737 si procede al licenziamento dei Corpi di Guardia medicei. Nel 1740 i Reggimenti divennero tre: "Capponi", poi denominato "Lunigiana", "Pandolfini" poi divenuto "Romagna" ed uno squadrone di cavalleria con un totale di circa 6.000 uomini con gli invalidi e i veterani. Una prima riorganizzazione dell'esercito toscano si ha nel febbraio 1741 con la creazione di un Corpo di Guardie Svizzere (sciolto nel 1745), un Corpo di Guardie Nobili, 2 Reggimenti di fanteria, 2 Reggimenti di Bande (Milizia Nazionale) ed 1 Reggimento di Bande a cavallo, mentre l'anno dopo furono create 5 Compagnie del Battaglione Alemanno (assorbito nell'esercito austriaco nel 1744). Nel 1745 è creato il 3º Reggimento della Milizia Nazionale e nel 1747 un Battaglione di Fanteria di Marina. Nel luglio 1748 è costituito il Battaglione di Artiglieria e lo scioglimento della Compagnia dei Bombardieri.
Con legge del 13 settembre 1753 si proceder alla nuova riforma dell'esercito e furono abolite le Bande locali (la Milizia è sostituita dalla Guardia della Sanità) e mantenuti i soli tre Reggimenti di Fanteria regolare, a Livorno è creata la Guardia Marina a cavallo e costituita una Compagnia di Fanteria a Grosseto e una Milizia urbana all'isola del Giglio, mentre a dicembre è creato il Corpo degli Invalidi delle Fortezze. 
Nel 1755 è creato il Corpo degli Ingegneri e l'anno dopo il 2º Distaccamento della Guardia Marina a cavallo, mentre nel 1748 furono costituiti il Corpo dei Dragoni toscani e la 1º Compagnia Urbana a Portoferraio.
Fu introdotto nuovamente il servizio militare obbligatorio fino a reclutare 7.500 uomini. Per il suo totale disuso da lungo tempo e fattosi gravoso durante la guerra dei Sette Anni (1756-1763), ci furono molte diserzioni e fughe delle giovani generazioni, specialmente rurali, nei vicini Stati della Chiesa. Nel 1756 i tre battaglioni di 3.159 toscani furono mandati alla guerra e nel 1758 con l'accordo "per sussidi di soldati all'impero" questi vennero posti al servizio di Maria Teresa d'Asburgo (Toskanischen Infanterie Regiment). Le 5 Compagnie toscane, integrate nell'esercito austriaco, furono impegnate in vari scontri contro i Prussiani e combattendo con onore persero 1.542 uomini. I superstiti rientrarono a Firenze nel giugno 1764.
Nel 1798 con le prime campagne napoleoniche la Toscana poteva contare su un esiguo numero di militari, essendo state le spese relative ridotte al minimo. In servizio del granduca vi era:
- una Compagnia di Guardie nobili da 156 unità
- una Compagnia di 48 Guardie a cavallo
- un Reggimento di linea - "Real Toscano" - da 2 531 unità
- quattro Compagnie di Guarnigione da 777 unità distribuite tra Firenze, Livorno, Arezzo e Portoferraio
- tre Squadroni di Dragoni da 300 unità suddivise tra Firenze, Livorno ed Arezzo
- quattro Batterie di artiglieri da Piazza da 198 unità in stanza a Firenze, Livorno, Arezzo e Portoferraio.

Verso il 1820 l'apparato militare dello Stato dipendeva dal Dipartimento della Guerra, diretto dal ministro Vittorio Fossombroni, segretario di stato. Il Comandante Supremo delle truppe era il generale Iacopo Casanova, mentre capo dello Stato Maggiore era il colonnello Cesare Fortini.
Le piazze militari erano: Firenze con le fortezze da Basso e di Belvedere, Livorno, Portoferraio, Pisa, Siena, Grosseto, Volterra, Arezzo, Pistoia, Prato, Isola del Giglio, Isola di Gorgona e successivamente Orbetello, Follonica, Monte Filippo, Talamone, Porto Santo Stefano, Lucca, Viareggio.
L'esercito era composto da 4 500 unità distinte in:
- Stato Maggiore
- Regia Guardia del Corpo (anche detta Guardia Nobile)
- Regia Guardia degli Anziani
- Battaglione Granatieri
- Reggimento di Linea "Regio Ferdinando"
- Reggimento di Linea "Regio Leopoldo"
- 3 Battaglioni di Guarnigione (Firenze, Livorno e Siena)
- Battaglione dei Coloniali
- 3 Battaglioni Cacciatori Volontari (Pisa, Cecina e Grosseto)
- 4 Squadroni Dragoni (Firenze, Pisa, Livorno e Siena)
- Battaglione d'Artiglieria
- 4 Compagnie Cannonieri Guardacoste dell'Elba
- Corpo dei Veterani
- Corpo degli Invalidi

Nel 1836 l'esercito era composto da 7.600 uomini di cui 2.560 nei due reggimenti di fanteria, 3.200 in tre reggimenti di fucilieri, 880 nel battaglione d'artiglieria, 360 in un battaglione pistoiese, 300 nei fucilieri a cavallo e 300 nei cavalleggeri del Littorale.
Nella seconda metà del XIX molti reparti militari furono riformati:
- il Reggimento dell'Imperiale e Regia Gendarmeria, fu istituito con decreto del 24 ottobre 1849 e riformato il 10 aprile 1856 in Reggimento di Stato Maggiore e di Stato Minore, due battaglioni con 4 compagnie ciascuno e uno squadrone di cavalleria (1800 uomini con 160 cavalieri);
- il Corpo degli Ingegneri militari, fu istituito il 28 dicembre 1849 per i lavori alle fortezze e fabbriche militari, ripartito nelle 5 direzioni di Firenze, Livorno, Lucca, Portoferraio, Orbetello;
- il Real Corpo d'Artiglieria, fu istituito il 10 agosto 1853 in sostituzione del Reggimento d'Artiglieria, con due compagnie di campo e una da piazza, 2 battaglioni di cannonieri e 4 compagnie di Guardiacoste continentali;
- i Cacciatori a cavallo, il cui reggimento, sciolto il 13 maggio 1852, è sostituito da una divisione in stato maggiore e minore e 2 squadroni con 260 uomini e 234 cavalli;
- la Fanteria di linea, distinta dal 13 maggio 1852 in 8 battaglioni, ognuno con 618 uomini e ripartita in 2 brigate da 4 battaglioni, divenendo poi 11 battaglioni (veliti, bersaglieri);
- il Battaglione di cannonieri guardacoste insulari, dall'8 giugno 1856, in 4 compagnie per un totale di 402 uomini;
- i Cacciatori Volontari di costa e di frontiera, distinti in 6 battaglioni (Pisa, Volterra, Orbetello, Arezzo, Firenze, Pistoia).

### Marina
Grazie all'Ordine di Santo Stefano il granducato poté usufruire sin dalla sua costituzione e per incremento degli stessi sovrani di una propria flotta militare. La sede della flotta divenne il porto di Livorno che custodiva al sicuro nelle sue darsene le galee o galere stefaniane. Base della marina militare toscana, Livorno fu fino a metà del XVIII secolo, il porto di partenza della guerra di corsa dei cavalieri di Santo Stefano che nelle loro "caravane" annuali andavano a contraccambiare le scorrerie dei corsari ottomani e barbareschi. Al riguardo, tra le varie imprese militari si ricordano la difesa di Malta dall'invasione ottomana del 1565, con l'invio di quattro galee nell'isola assediata, la spedizione di 15 unità navali contro Tunisi nel 1573, la partecipazione alla battaglia di Lepanto con 12 galere guidate dall'ammiraglia "La Capitana" e condotta da Cesare Canaviglia e Orazio Orsini. Oltre alla "Capitana", parteciparono alla battaglia di Lepanto sotto le insegne pontificie, la "Grifona", la "Toscana", la "Pisana", la "Pace", la "Vittoria", la "Fiorenza", la "San Giovanni", la "Santa Maria", la "Padrona", la "Serena" e "Elbigina". In questa fase, la bandiera da guerra era rossa bordata di giallo su tre lati (escluso quello dell'asta) con al centro una croce di Malta in un disco bianco
Nel 1604 la flotta era costituita dalle grosse galere la "Capitana", "Padrona", "Fiorenza", "Santa Maria", "Siena", "Pisana" e "Livornina" con un equipaggio composta da 1055 schiavi imbarcati. Nel 1611 la flotta fu incrementata da nuove grosse galere: "San Cosimo", "Santa Margherita", "San Francesco", "San Carlo", "Santa Cristina", con un totale di 1400 schiavi imbarcati. La flotta toscana raggiunge così nel 1615 un totale di dieci grosse galere, due galeoni, e vari vascelli e navicelli, rendendola rispettata e temuta in tutto il Mediterraneo occidentale.
La politica di neutralità toscana che i Medici decisero di assumere negli anni successivi, portò nel 1649 alla cessione dell'intera flotta alla Francia, mantenendo solo quattro galee per il servizio di controllo della costa (Capitana, Padrona, San Cosimo, Santo Stefano) con un equipaggio che nel 1684 raggiungeva i 750 schiavi imbarcati.
Le nuove acquisizioni territoriali del congresso di Vienna e le scorrerie barbaresche portano Ferdinando III nel 1814 a richiedere all'Austria le navi della flotta ex-napoleonica, ma senza esito, e quindi vengono messe in cantiere alcune imbarcazioni di stazza non elevata (una galeotta e un felucone), e successivamente altre unità minori, un brigantino, una goletta, uno sciabecco, quattro cannoniere e tre speronare.
Nel 1749, con la sottoscrizione di pace con la Porta Ottomana e le Reggenze barbaresche di Tripoli, Tunisi e Algeri, il governo lorenese ritenne non più necessario mantenere una base militare navale e una numerosa flottiglia. Così dal 1751 le tre galere rimaste furono trasferite a Portoferraio che divenne la nuova base della flotta. In questo periodo la sua marina ammonta a circa 200 unità con 12 ufficiali inglesi e vari sottufficiali e vengono costituite 5 fregate. Verso il 1749, con l'ascesa al trono di Francesco III, granduca di Toscana e marito di Maria Teresa d'Asburgo, venne adottata la bandiera asburgica, con aquila bicipite nera coronata e spada nelle due zampe su sfondo giallo, che venne sostituita nel 1765.

### Flotta commerciale
La Toscana non ha mai avuto una vera flotta commerciale propria, né propri equipaggi. I bastimenti toscani si riducevano a navigli di piccola stazza con vela latina, dove la presenza di marinai toscani era minima. Molto diffusi erano i navicelli a vela latina, usati principalmente per il trasporto di merci e derrate sull'Arno fino al porto fluviale di Porto di Mezzo, nei pressi di Lastra a Signa, mentre lungo le coste per il piccolo cabotaggio erano in uso la tartana e il leuto di proprietà di alcuni elbani.
Fino alla pace con l'Impero ottomano il commercio marittimo era poco sicuro e i commercianti toscani non si sentivano sicuri ad affidare le proprie merci a navi toscane, la cui bandiera non poteva essere efficacemente difesa a livello internazionale. Veniva perciò fatto frequentemente uso di navi appartenenti alla marina commerciale della Repubblica di Ragusa, repubblica marinara dalmata neutrale e posta sotto il protettorato degli Ottomani.
I Lorena per primi incoraggiarono dalla seconda metà del XVIII secolo la creazione di una piccola marina mercantile toscana. Il porto di Livorno divenne nuovamente un importante punto strategico e si tentò di favorire proprio qui la costituzione di una flotta mercantile per creare un commercio autonomo attivo con l'"Editto di Marina e di Navigazione mercantile toscana" del 10 ottobre 1748.
La preoccupazione maggiore fu di formare uno specifico ceto di marinai locali, quando la maggior parte di essi erano stranieri (francesi, corsi, napoletani, britannici, danesi, genovesi, greci), stabilitisi a Livorno nel corso del Settecento.
Nel 1750 dagli Arsenali di Pisa uscirono tre grandi vascelli, armati con 50 cannoni e 300 soldati per il trasporto di mercanzie fino a Costantinopoli. Ultimo intervento temporale per incoraggiare il commercio marittimo toscano fu la nascita nel 1786 della "Compagnia di commercio toscana" per le rotte con le Americhe.
Le coste toscane non hanno avuto grandi approdi se si esclude l'antico porto pisano. In età moderna l'unico vero porto, peraltro costruito artificialmente, era quello di Livorno; gli altri erano approdi o comunque attracchi per navi di basso pescaggio.
Si ricordano i seguenti porti in uso tra i secoli XV e XIX:
- scalo dei marmi (Forte dei Marmi): con l'annessione della Versilia alla Toscana medicea (1513), il papa Leone X impose a Michelangelo di abbandonare le cave di marmo di Carrara per rifornirsi da quelle di Seravezza e del monte Altissimo; nel '600 il porto di Motrone fu progressivamente abbandonato e fu aperto un magazzino ed uno scalo dei marmi sulla costa dove finiva la via del marmo di Querceta fino alla costruzione del fortino del 1788;
- scalo di Motrone: porto antichissimo dell'XI secolo, fu progressivamente abbandonato dopo la conquista fiorentina per il suo progressivo interramento avvantaggiando quello di Livorno, l'antica fortezza che lo vigilava fu distrutta dagli inglesi nel 1813;
- scalo della Bufalina: relativamente recente, fu organizzato con lo scavo del relativo canale lucchese aperto nel 1704 come ulteriore emissario del lago di Massaciuccoli in aggiunta al Burlamacca; nel 1741 lo Zendrini vi costruisce le nuove chiuse dette “porte vinciane” dall'ideatore Leonardo;
- scalo di Bocca d'Arno: più volte modificato per i danni subiti dalle piene, serviva essenzialmente per scaricare i cereali provenienti via mare dal porto di Livorno;
- scalo dei Portacci (Torre del Marzocco): insenatura naturale sabbiosa, antistante il forte del Marzocco, formatasi alla fine del XVII secolo e già interratasi nel giro di 70 anni;
- porto di Livorno: vasto porto artificiale, capolavoro dei primi Medici e divenuto preso il primo scalo marittimo del granducato e porto internazionale;
- scalo dei Cavalleggeri: insenatura naturale posta tra il Forte dei Cavalleggeri a sud di Livorno e il borgo di S. Jacopo;
- scalo dell'Ardenza: posto alla foce dell'omonimo rio fu scavato nello scoglio per servire da approdo di servizio per la guarnigione dei cavalleggeri di stanza nella vicina torre;
- scalo di Castiglioncello: approdo nella rada del Quercetano con analoga funzione di quello dell'Ardenza;
- scalo di Vada: antichissimo porto etrusco di Volterra, fu porto di rilievo sotto la dominazione pisana che vi eresse una torre poi ristrutturata dai Medici; con l'impaludamento della zona circostante ed il suo spopolamento, decadde divenendo di uso quasi esclusivo del corpo dei Cavalleggeri della costa; nel 1771 fu visitato da Pietro Leopoldo per un progetto di bonifica;
- scalo di Bocca del Cecina: aperto ad uso della villa e tenuta di Cecina del marchese Carlo Ginori nel 1738;
- scalo di l'Ilatro: piccolo scalo sulla spiaggia posto tra Cecina e Bibbona, tra il fosso delle Tane e la Cecinella;
- scalo di San Vincenzo: benché decaduto per l'impaludamento della zona retrostante, fu sempre il porto di Campiglia Marittima; era tutelato da una torre;
- scalo di Torre Nuova: sorto per sbarcare il materiale ferroso dell'Elba, agli inizi del XVIII secolo con l'apertura di un canale emissario del lago di Rimigliano e dei paduli circostanti, vi fu eretta una torre per i cavalleggeri, alla cui base fu aperto lo scalo per l'imbarco per Portoferraio da cui militarmente dipendeva;
- porto di Castiglioni (Castiglione della Pescaia): antico porto della repubblica pisana, posto alla foce del vasto padule retrostante, fu il porto di Grosseto e della Maremma;
- scalo della Torre della Trappola: posto poco dentro la foce dell'Ombrone, fu usato per il commercio del sale e del legname; posto militare e di dogana;
- scalo di Cala di Forno: ad uso principalmente di presidio militare della costa;
- porto di Portoferraio: munitissimo porto dell'Elba costruito da Cosimo I; dal 1751 base della flotta militare;
- porto del Isola del Giglio.

## Monete e misure
Il sistema toscano monetario e di misura si basava sull'antichissimo sistema duodecimale di origini etrusco-romane. La moneta di cambio per eccellenza era il Fiorino d'oro, conosciuto e apprezzato in tutta Europa per il suo valore aureo intrinseco e oggetto di numerose falsificazioni e imitazioni da parte di altre potenze. Ovviamente il valore di cambio delle monete toscane mutava nel corso dei secoli. Al momento dell'Unità italiana la moneta di conto base del granducato era la Lira toscana o fiorentina, equivalente a 84 centesimi di lira italiana del tempo. Una Lira era costituita da 20 soldi toscani. La zecca era a Firenze e a Pisa.
Le unità di misura, richiamandosi alle loro origini medievali, in particolare quelle agrarie, potevano variare da città a città, anche se diventavano sempre più di uso comune quelle fiorentine.
Di seguito le monete di corso e di conto in circolazione nel Granducato.
- 1 Leopoldino d'oro = 200 Paoli = 133,33 lire toscane = 80 fiorini d'oro
- 1 Ruspone d'oro = 60 Paoli = 40 Lire toscane = 24 Fiorini = 3 Zecchini
- 1 Zecchino o Fiorino d'oro = 20 Paoli = 13,33 Lire = 8 Fiorini
- 1 Francescone d'argento = 10 Paoli = 1 Scudo o Piastra = 6,66 Lire = 4 Fiorini (5,60 lire italiane)
- 1 Francescone d'argento o 1/2 Francescone = 5 Paoli = 1/2 Scudo
- 1 Paolo = 40 Quattrini = 0,4 Fiorini = 8 Crazie (0,56 lire italiane)
- 1 Lira = 20 soldi = 1,50 Paoli = 0,60 Fiorini (0,84 lire italiane)
- 1 Testone = 3 Paoli = 2 Lire
- 1 Crazia = 5 quattrini o 1 soldo e 8 denari = 0,125 Paoli = 0,083 Lire (7 centesimi italiani)
- 1 Fiorino toscano = 100 quattrini = 2,5 Paoli = 1,66 Lire (1,40 lire italiane)
- 1 Soldo = 3 quattrini = 12 denari = 0,075 Paoli = 0,05 Lire = 0,03 Fiorini
- 1 Quattrino = 4 Denari = 0,025 Paoli = 0,0155 Lire = 0,01 Fiorini

Le unità di misura più diffuse:
- 1 miglio toscano = 1,660 km
- 1 braccio fiorentino = 0,583 m
- 1 pertica = 2,90 m pari a 5 braccia
- 1 canna = 2,32 m pari a 4 braccia
- 1 passetto = 1,167 m
- 1 denaro = 0,24 m
- 1 quattrino = 0,944 cm
- 1 scrupolo = 8,744 m²
- 1 staio = 1703 m² (equivalente alla superficie seminata con uno staio di grano)
- 1 stioro o staioro = 525 m²
- 1 pertica agraria = 600 m²
- 1 tavola = 340,619 m²
- 1 quadrato di 10 tavole = 3406,19 m²
- 1 staioro a corda = 525 m² (in pianura)
  - a Pisa:
- 1 moggiola = 525 m²
- 1 stioro = 562,02 m²
  - a Livorno:
- 1 pertica = 52 m²
- 1 saccata = 2 ettari
  - a Siena:
- 1 staio = 1300,91 m²
- 1 quartuccio = 0,38 litri aridi per cereali
  - a Grosseto:
- 1 staio = 1300,90 m²
- 1 moggio = 31221,82 m² e 584,70 litri aridi
- 1 oncia = 28,16 g
- 1 denaro = 2,35 g (1/12 di oncia)
- 1 grano = g 0,058 (1/24 di denaro)
- 1 granetto = 1/24 di grano
- 1 libbra = 333,33 g (circa 1/3 kg.)
- 1 scrupolo = 1,175 g = 20 grani
- 1 boccale = 1,140 l
- 1 quartuccio = 0,28 l di vino, 0,26 di olio
- 1 fiasco = 2,279 l
- 1 barile = 45,58 l di vino, 33,43 di olio (a Pisa = 32,68 l)
- 1 moggio = 585 l
- 1 staio = 24,36 litri aridi (per granaglie)
- 1 sacco = 3 staia
- 1 moggio = 24 staia

## Calendario
Sin dall'età medievale era invalso l'uso nelle tre grandi repubbliche toscane (Firenze, Pisa, Siena) di computare l'anno dal 25 marzo, "ab Incarnatione" secondo la formula di Stile dell'Incarnazione. Tuttavia, tale calendario con l'adozione progressiva negli altri stati europei del calendario gregoriano, creava complessi problemi di natura giuridica ed economica con particolare riferimento alla redazione di atti pubblici e contratti privati.
Così la nuova dinastia Lorenese fu indotta ad adeguarsi, come fecero nello stesso periodo Gran Bretagna e Svezia, al nuovo calendario, anticipando - con la legge del 18 settembre 1749 - il Capodanno al 1º gennaio 1750.

## Bandiera e stemma di stato
La bandiera del granducato si identificò sotto i Medici con il loro stemma di famiglia su sfondo, dapprima tripartito di rosso con fascia bianca poi solo bianco. Con il cambio dinastico bandiera di stato e stemma si fecero più complessi. La bandiera, dapprima avente l'aquila bicipite dell'impero sopra quattro fasce orizzontali in campo oro, fu sostituita con Pietro Leopoldo da un tricolore rosso e bianco a fasce trasversali, analogo a quello dell'Austria, su cui campeggiava lo stemma dei Lorena. L'arma granducale era quindi costituita da uno stemma inquartato. Il primo quarto era partito a quattro fasce rosse in campo bianco (pretensione degli Angiò di Napoli) e la croce di Lorena in oro (arma di Ungheria), il secondo quarto era costituito da un leone rampante in oro, coronato in campo azzurro (arma di Boemia), il terzo quarto era tripartito in bande azzurre su campo bianco e un palo rosso, il tutto bordato da gigli d'oro in campo azzurro (arma di Borgogna), il quarto quarto rappresentava due barbi d'oro addossati in campo azzurro, seminato da quattro croci in oro ai lati (pretensione del Ducato di Bar). Sopra tutto campeggiava uno scudo al centro sormontato dalla corona granducale, interzato in palo: nel primo una banda in rosso caricata da tre alerioni d'argento (Lorena), nel secondo o centrale, interzato di rosso con fascia bianca (Medici e Asburgo), nel terzo cinque palle di rosso disposte a cinta, sormontate da una più grande d'azzurro, caricata da tre gigli d'oro (Medici), il tutto su campo d'oro.
Al grande scudo sono accollate le insegne degli ordini di Santo Stefano, del Toson d'oro e poi di San Giuseppe. Il grande stemma è sovrastato dalla grande corona granducale e accolto nel manto principesco rosso foderato di ermellino.

## Cronologia dell'espansione fiorentina e toscana
- 1125: distruzione della città di Fiesole
- 1202: distruzione del castello di Semifonte degli Alberti
- 1254: conquista di Montevarchi
- 1270: conquista di Poggibonsi
- 1282: conquista di Empoli
- 1289: conquista di Figline Valdarno
- 1296: costruzione di San Giovanni Valdarno
- 1299: costruzione di Terranuova Bracciolini
- 1302: conquista del Chianti
- 1306: Scarperia
- 1330: Castelfranco di Sotto
- 1331: Colle di Val d'Elsa
- 1332: Firenzuola
- 1335: Bucine
- 1335: Valdambra
- 1340: Rignano sull'Arno
- 1342: dedizione di Barga, Portico di Romagna
- 1343: perdita di Arezzo
- 1349: Colle di Val d'Elsa e San Gimignano
- 1350: Prato
- 1353: San Gimignano
- 1360: Casentino
- 1361: Staggia Senese e Volterra
- 1370: San Miniato
- 1376: San Benedetto in Alpe
- 1377: Modigliana
- 1382: Rocca San Casciano, Calboli
- 1384: riconquista di Arezzo e di Castiglion Fiorentino
- 1385: Anghiari
- 1387: protettorato sulla contea imperiale di Chitignano
- 1389: protettorato sulla contea imperiale di Montauto
- 1390: Montepulciano
- 1391: Romagna toscana, Marradi, Dovadola
- 1401: Pistoia
- 1403: Castrocaro
- 1404: Bagno di Romagna, Verghereto in Romagna, Filattiera e Caprigliola in Lunigiana
- 1405: Dovadola
- 1406: Sarzana e Sarzanello, venduta nel 1488, Pisa e suo territorio, Castiglione della Pescaia, Gavorrano
- 1411: Cortona
- 1418: Firenzuola, Fivizzano e Codiponte in Lunigiana
- 1421: Livorno
- 1424: Lusuolo e Casola
- 1428: Marradi, Tredozio, Sorbano in Romagna fino al 1500
- 1429: Galeata
- 1438: Montecarlo e Motrone in Versilia
- 1440: Premilcuore, Poppi
- 1441: Sansepolcro, Val Tiberina
- 1447: perdita di Gavorrano e Castiglione della Pescaia
- 1451: marchesato di Castiglione del Terziere
- 1464: completamento della Romagna toscana
- 1468: Sarzana, Fivizzano
- 1471: Bagnone
- 1477: Fivizzano
- 1489: Montedoglio, signoria dei conti Schianteschi
- 1502: cessione di Sarzana e alta Lunigiana
- 1510: annessione definitiva di Pietrasanta e dei suoi territori (la Versilia)
- 1520: Sestino, podesteria
- 1525: protettorato sul marchesato imperiale di Castevoli in Lunigiana dei Malaspina
- 1546: Rocca Sigillina in Lunigiana; ripresa Sorbano in Romagna
- 1548: Portoferraio e occupazione temporanea dell'Isola d'Elba
- 1549: marchesato imperiale di Filattiera
- 1551: Corlaga in Lunigiana
- 1554: Castiglione della Pescaia e isola del Giglio
- 1557: Siena e suo territorio
- 1558: sottomissione e alleanza del marchesato di Sorbello
- 1559: completamento dello Stato senese (Montalcino)
- 1569: protettorato sul marchesato imperiale di Olivola in Lunigiana
- 1574: marchesato imperiale di Lusuolo, Riccò
- 1575: protettorato sul marchesato imperiale di Tresana
- 1578: marchesato imperiale di Groppoli, Arpio, Casarossa, Costa, Cravilla, Talavorno
- 1604: contea di Pitigliano
- 1606: contea di Sorano
- 1607: signoria di Santa Sofia di Marecchia
- 1615: contea di Scansano
- 1616: contea di Castell'Ottieri
- 1618: marchesato imperiale di Terrarossa
- 1633: contea di Santa Fiora
- 1650: Pontremoli e suo territorio
- 1698: marchesato imperiale di Treschietto
- 1704: protettorato sui marchesati imperiali della Bastia e di Licciana fino al 1756
- 1738-1741: occupazione temporanea della contea di Carpegna e della contea di Apecchio
- 1748-1754: occupazione temporanea della contea di Carpegna, di Scavolino
- 1749-52:occupazione temporanea della contea di Apecchio
- 1754-55: occupazione temporanea del marchesato del Monte Santa Maria
- 1768: marchesato imperiale di Filattiera
- 1770: marchesato di Monticiano
- 1771: signoria ecclesiastica di Stale e contea di Chitignano
- 1772: acquisto dei marchesati imperiali di Calice, Veppo e Madrignano
- 1774: signoria ecclesiastica di La Guna (Romagna) e contee ecclesiastiche di Cesa, Magnale, Moggiona, Turicchi
- 1776: occupazione temporanea del marchesato del Monte Santa Maria
- 1778: signoria ecclesiastica di Murlo
- 1782: signoria ecclesiastica di Garza Vecchia
- 1789: contea di Castellottieri
- 1815: principato di Piombino, Stato dei Presidi, marchesato del Monte Santa Maria, contea di Montauto e contea di Vernio
- 1819: Sorbello
- 1847: Ducato di Lucca, meno le exclave lucchesi in Garfagnana, Lunigiana e riviera apuana (Minucciano, Gallicano, Castiglione e Montignoso, con l'intero Lago di Porta, anche con la parte precedentemente di pertinenza granducale), nonché il vicariato fiorentino di Fivizzano, tutti ceduti al Ducato di Modena
- 1849: cessione di Pontremoli e dell'alta Lunigiana al ducato di Parma